# Lengyel András írásai
Lengyel András írásai : bibliográfia. Szeged, 2011. Összeállította: Bíró-Balogh Tamás. A kiadvány megjelenését
a Múzeumi Tudományért Alapítvány támogatta.
Lengyel András (Békéscsaba, 1950. április 2.) irodalom- és művelődéstörténész, a 19–20. századi magyar szellemi élet kutatója. Munkássága egyik ága a Szeged-kutatás. 1973 és 1980 közt a JATE Központi Könyvtára, 1980 és 2010 közt a Móra Ferenc Múzeum munkatársa. (Ezzel párhuzamosan 1987–88-ban a Tiszatáj főszerkesztő-helyettese, 1992–93-ban a JATE l. sz. Magyar Irodalomtörténeti Tanszékének tudományos főmunkatársa.) Szegeden él, ny. múzeumi főtanácsos.
Az anyaggyűjtés lezárva 2011. április 2-án.

## A rövidítések feloldása
- Acta Hist. Ling. Hung. – Acta Universitas Szegediensis. Acta Historiae Litterarum Hungaricarum
- CsMH – Csongrád Megyei Hírlap
- Dm – Délmagyarország
- És – Élet és Irodalom
- HungÉrt – Hungarológiai Értesítő
- Irodalom- és Művészettörténeti Tanulmányok – A Móra Ferenc Múzeum Évkönyve. Irodalom- és Művészettörténeti Tanulmányok / Studia Historiae Literarum et Artium.
- Ism. – Ismertetés
- It – Irodalomtörténet
- ItK – Irodalomtörténeti Közlemények
- Ktáros – Könyvtáros
- MKSz – Magyar Könyvszemle
- A MFM Évk. – A Móra Ferenc Múzeum Évkönyve
- MH – Magyar Hírlap
- MNemz – Magyar Nemzet
- Népszab – Népszabadság
- SKM – Somogyi-könyvtári Műhely
- SZKM – Szegedi Könyvtári Műhely
- SzEgy – Szegedi Egyetem
- Történeti Tanulmányok – A Móra Ferenc Múzeum Évkönyve. Történeti Tanulmányok / Studia Historica
- ÚjKpiac – Új Könyvpiac
- ÚjTük – Új Tükör

## Évenkénti bontásban

### 1971
- 1. Veres Péter pályakezdéséről. Adalékok az első nyomtatásban megjelent írásáról. Alföld, 1971. 6. sz. 37–44.
- 2. Talpassy Tibor: A holtak visszajárnak. [Ism.] Tiszatáj, 1971. 12. sz. 1164–1165.

### 1972
- 3. Tamás Aladár: Börtönfalak árnyékában. [Ism.] Tiszatáj, 1972. 1. sz. 90–91.
- 4. Bálint György: Az utolsó percek. [Ism.] Tiszatáj, 1972. 5. sz. 67–69.
- 5. Veres Péter: Aszály – Gyepsor – Napszámos énekek. [Ism.] Tiszatáj, 1972. 8. sz. 78–81.

### 1973
- 6. A fiatal Révai „etikus” nézeteiről. It, 1973. 2. sz. 281–311.

### 1974
- 7. Veres Péter koszorúja. [Ism.] Tiszatáj, 1974. 2. sz. 79–81.
- 8. Röplapon terjesztett Sárosi Gyula-vers egy korabeli kéziratos füzetben. MKsz, 1974 1–2. sz. 146–149.
- 9. A Békésmegyei Közlöny és József Attila. Békés megyei Népújság, 1974. dec. 1. 7.

### 1975
- 10. Puskás Endre 1882–1945. Ktáros, 1975. 5. sz. 283–284.
- 11. Reguli Ernő: József Attila bibliográfia. [Ism.] Ktáros, 1975. 8. sz. 500–502.
- 12. Szerb Antal levele Bethlen Miklós Önéletírásáról. It, 1975. 2. sz. 465–467. Újraközölve: In: Tört pálcák II. Írások Szerb Antalról 1949-től napjainkig. Szerk.: Wágner Tibor. Bp., 1999, Nemzeti Tankönyvkiadó. 94–95.
- 13. Kálmán Lászlóné: Társadalmi Szemle repertórium. 1931–1933. [Ism.] Ktáros, 1975. 6. sz. 373–375.
- 14. Az Akadémiai Könyvtár kézirattárának új kötet-katalógusai. [Ism.] Ktáros, 1975. 9. sz. 561–562.
- 15. Debrecen 1848–1849. [Ism.] Ktáros, 1975. 9. sz. 563. -el –ás szignóval.
- 16. Mikszáth Kálmán kiadatlan levele. Dm, 1975. okt. 26. 7. Újraközölve: In: Mikszáth szegediekről – szegediek Mikszáthról. Szerk.: Apró Ferenc. Szeged, 1997. 125–126.

### 1976
- 17. Lajtha László elfeledett kritikája Farkas Ödön Ady-dalairól. Magyar Zene, 1976. 1. sz. 91–92.
- 18. Lugosi Döme önéletrajza. SKM, 1976. 1–2. sz. 47–48.
- 19. Saját mivolta szerint becsüljék. [Ism.] Dm, 1976. jún. 13. 7. Márki Sándor A népek közeledése című munkájának ki-adásáról.
- 20. Juhász Gyula levele Szirmai Károlyhoz. Dm, 1976. aug. 1. 7.

### 1977
- 21. Az Akadémia Értesítő és a Magyar Tudomány indexe, 1840–1970. Ktáros, 1977. 2. sz. 113–115.
- 22. Radnóti Miklós két elfelejtett írása. It, 1977. 1. sz. 227–231. Radnóti Vergődés (1926) és Romantika (1934) című írásainak közlésével. Klny is.
- 23. Szerb Antal egyetemi magántanári előadásainak tervezete. It, 1977. 2. sz. 494–500. Újraközölve: In: Tört pálcák II. Írások Szerb Antalról 1949-től napjainkig. Szerk.: Wágner Tibor. Bp., 1999. Nemzeti Tankönyvkiadó. 69–73.
- 24. Szabó Ervin két levele Kolozsvárra. MKsz, 1977. 2. sz. 183–186.
- 25. József Attila népköltészeti ismereteinek forrásaihoz. Herrmann Antal szegedi egyetemi előadásai. CsmH, 1977. aug. 14. 7. Újraközölve: Néprajzi Hírek, 1989. 1–3. sz. 122–126.
- 26. Egy kiadatlan levél. Kelemen Lajos a kolozsvári vár fölszámolásáról. MNemz, 1977. dec. 4. 9.
- 27. „1929”. Egy elsüllyedt folyóirat. És, 1977. dec. 10. 6. Hozzászólás: Dr. Simon Gyula: Adalékok az 1929-hez. És, 1978. aug. 26. 2.
- 28. Darvas József Fekete kenyér című regényének ügyészi „kritikája”. MKsz, 1977. 4. sz. 371–373.
- 29. Pató Imre: Az osztályharcos. Simokovich Rókus élete és naplója. [Ism.] MKsz, 1977. 4. sz. 400.

### 1978
- 30. A szegedi Egyetemi Könyvtár Móra-kéziratai. (Katalógus és szövegközlés). Szeged, 1976 [1978], [JATE]. 73 p. (Disserta-tiones ex Bibliotheca Universitatis de Attila József Nominatae 1.) Ism.: (zelei) [Zelei Miklós]: Bronzlemez. A szegedi Egyetem[i] Könyvtár Móra-kéziratai. MH, 1978. aug. 10. 6. – H. N. [Heltai Nándor]: Kiadvány Móra-kéziratokról. Petőfi Népe, 1978. aug. 22. 5. – Mátyás István: Sok hálával ölel: Móra Feri. Kéziratok Szegeden. Népszava, 1978. aug. 23. 5. – Szabó Sándor Géza: Móra Ferenc levelei. Hajdó-Bihari Napló, 1978. szept. 13. 5. – (gyuris) [Gyuris György]: Móra Ferenc-szövegek. És, 1978. nov. 11. 7. – Polner Zoltán: A szegedi Egyetemi Könyvtár. Látogatóban. CsMH, 1979. febr. 25. 6. – Péter László: Lengyel András: A szegedi Egyetemi Könyvtár Móra-kéziratai. SKM, 1979. 1–4. 126–128. – Zelei Miklós: Földnélküli csodálkozások. MH, 1979. aug. 5. 9. – R. T. O. [R. Takács Olga]: Lengyel András: A szegedi Egye-temi Könyvtár Móra-kéziratai. HungÉrt, 1980. 88–89.
- 31. A Békésmegyei Közlöny és József Attila. ItK, 1978. 1. sz. 74–82. [Klny is.]
- 32. Lakatos Éva: A Toll (1929–1938). Repertórium. [Ism.] Ktáros, 1978. 4. sz. 244–245.
- 33. Bálint György elfelejtett vallomása. Népszab, 1978. ápr. 9. 12.
- 34. Brichta Cézár, József Attila és A Dunánál. Életünk, 1978. 6. sz. 546–549. Újraközölve: In: József Attila útjain. Szerk.: Szabolcsi Miklós. Bp., 1980, Kossuth K. 305–312. Ism. és hozzászólás: Bori Imre: Egy József Attila-versről. 7 Nap, 1979. febr. 2. 17.
- 35. Zalai Béla elfelejtett írásai. És, 1978. jún. 17. 2. Hozzászólás: Beöthy Ottó: Babits és Zalai. És, 1978. júl. 15. 2.
- 36. Dézsi Lajos 1868–1932. Ktáros, 1978. 7. sz. 427–429.
- 37. Mikor fejezte be a költő a versét? József Attila: A Dunánál. MH, 1978. júl. 5. 6. Kötetben: 179/9.
- 38. „Újpest-rakparti peripatetikus társaság”. És, 1978. aug. 19. 2.
- 39. Dér Zoltán: Csáth Géza-bibliográfia. [Ism.] Ktáros, 1978. 9. sz. 559.
- 40. Déry-interjú 1933-ból. És, 1978. okt. 28. 7.
- 41. József Attila üdvözlő távirata Kosztolányi Dezsőhöz. Népszab, 1978. okt. 29. 11. Kötetben: 179/9.
- 42. Az Akadémiai Könyvtár Kosztolányi-kéziratainak kötetkatalógusa. [Ism.] Ktáros, 1978. 11. sz. 690–691.
- 43. Könyv és könyvtár XI. [Ism.] Ktáros, 1978. 12. sz. 749–750.

### 1979
- 44. Móra Ferenc levelezéséből. Az MTA Könyvtára, az OSzK és a Petőfi Irodalmi Múzeum anyaga. Sajtó alá rend. L. A. és Kőhegyi Mihály. Bev. L. A. Kecskemét, 1979, Bács-Kiskun megyei Múzeumigazgatóság. 297 p. + 9 t. Ism.: Varga Mihály: Móra Ferenc levelei. Egy író ember-közelből. Petőfi Népe, 1980. máj. 11. 5. [LA nevét Balogként (!) írja] – A. F. [Apró Ferenc]: Móra Ferenc levelezéséből. Dm, 1980. máj. 20. 4. – Tasi József: Móra Ferenc levelezéséből. ÚjTük, 1980. máj. 25. 2. – Szabó Sándor Géza: Móra Ferenc levelezése. Hajdú-Bihari Napló, 1980. jún. 15. – Polner Zoltán. Kutatói eredmények az évfordulók jegyében. Kiadványokról. CsMH, 1980. máj. 13. 4. – Zalán Tibor: Utóirat, levelekben. MH, 1980. júl. 4. 5. – (m.) [Mátyás István?]: Móra Ferenc levelezéséből. Népszava, 1980. aug. 6. 5. – Péter László: Két kötet Móra Ferenc levelezéséből. It, 1981/1. 109–134.
- 45. Bevezetés. In: 44: 7–18.
- 46. Bartók Béla és Németh Gyula levelezése. Kortárs, 1979. 2. sz. 271–276. Kodály Zoltán leveleinek közlésével is.
- 47. Adatok a 100% sajtórendészeti ellenőrzésének történetéhez. MKsz, 1979. 1. sz. 72–76.
- 48. A Mentor könyvkereskedés történetéhez (1923–1929). MKsz, 1979. 2. sz. 164–182. [Klny is.] Kötetben: 179/3.
- 49. Elfeledett Radnóti-cikk. MNemz, 1979. máj. 8. 9. Hozzászólás: Baróti Dezső: Elfeledett Radnóti cikk? MNemz, 1979. máj. 27. 14. [Vita L. A.-sal] L. még: 51.
- 50. Elfelejtett forrástöredékek. Megjegyzések Radnóti Miklós műveihez. MH, 1979. máj. 20. 10.
- 51. Válasz Baróti Dezsőnek. MNemz, 1979. júl. 27. 9. Előzménye: 49.
- 52. Móra Ferenc ismeretlen beszámolója hatodik csókai ásatásáról. Üzenet, 1979. 7–8. sz. 398–401.
- 53. A genfi nemzetközi békekongresszus és József Attila. Népszab, 1979. aug. 1. 7. Kötetben: 179/9.
- 54. József Attila vitái 1931-ben. Népszab, 1979. szept. 9. 11.
- 55. Az aprómunka mindenese. Reininger József emlékezete. MH, 1979. nov. 24. 6.
- 56. Balogh Vilma és József Attila kapcsolatához. Népszab, 1979. dec. 2. 11.
- 57. József Attila az Új Magyar Föld szerkesztője? MKsz, 1979. 4. sz. 389–390.
- 58. A Tevan nyomda és a kiadóvállalat történetéből (1903–1949). [Ism.] MKsz, 1979. 4. sz. 426–427.
- 59. Id. Bibó István 1877–1935. Ktáros, 1979. 12. sz. 745–748.

### 1980
- 60. Darvas József ifjúkori levelei. [Ism.] HungÉrt, 1980. 38.
- 61. Domokos László és Kosztolányi Dezső. Kiadatlan levelek. Üzenet, 1980. 1–2. sz. 15–20.
- 62. Adatok a hódmezővásárhelyi birtokos parasztság olvasási gyakorlatához (1914–15) MKsz, 1980. 1. sz. 72–75.
- 63. József Attila és a Nyomdászok Szavalókórusa. Népszab, 1980. ápr. 27. 11. Kötetben: 179/9.
- 64. Moholy-Nagy László elfelejtett verse. MNemz, 1980. máj. 22. 7. Kötetben: 352/18.
- 65. Illyés Gyula és József Attila költői kapcsolatának kérdései. MH, 1980. jún. 14. 5.
- 66. Adatok József Attila életrajzához. SKM, 1980. 1–2. sz. 43–49. [Klny is.] Kötetben: 179/9.
- 67. Ignotus-adalékok a Nyugat szerkesztéséhez. It, 1980. 2. sz. 524–525. Ignotus-levelek közlésével.
- 68. A „freudizmus” mentalitástörténeti alapjai és Ignotus Freud-értelmezése. Életünk, 1980. 7. sz. 587–594. Kötetben: 179/7.
- 69. József Attila Hatvanban. [Ism.] MH, 1980. júl. 13. 9.
- 70. Fábry Zoltán kiadatlan levelei. Népszab, 1980. júl. 27. 11.
- 71. Illyés, József Attila és A Dunánál. Üzenet, 1980. 7–8. sz. 374–376.
- 72. Gaál Gábor tervei. Népszab, 1980. aug. 24. 13.
- 73. Ady Endre és Hollós József. ItK, 1980. 3. sz. 348–350.
- 74. Az én utam felfelé vezet. Veres Péter levele Dorosmai Jánoshoz. MH, 1980. dec. 14. 8.
- 75. Bajcsy-Zsiliniszky Endre és a „Magyarország” kapcsolatához (1935–1936). MKsz, 1980. 4. sz. 370–376.
- 76. Bálint Sándor (1904–1980). MKsz, 1980. 4. sz. 399.
- 77. Periszkop. 1925–1926. [Ism.] MKsz, 1980. 4. sz. 403–404.
- 78. Lajtha László Szegeden. SKM, 1980. 4. sz. 132–133.

### 1981
- 79. Juhász Gyula kiadatlan levelezéséből. In: Acta Hist. Lit. Hung, 17. Szeged, 1981. 111–120. Klny is: Irodalomtörténeti dolgozatok 134.
- 80. „Vidéken hátrány társadalomtudósnak lenni.” Ktáros, 1981. 1. sz. 20–22. Interjú Kristó Gyulával.
- 81. „A legfontosabbnak magát a könyvtárost vélem…” Ktáros, 1981. 2. sz. 68–70. Interjú Ilia Mihállyal.
- 82. Eidus Bentián és Juhász Gyula. Adatok a kapcsolat-hoz. CsMH, 1981. febr. 22. 6.
- 83. Vajda Gábor: Kázmér Ernő szellemi arca. [Ism.] Literatura, 1982. 1. sz. 195–196.
- 84. „Hangos” film Szegeden, 1909-ben. Dm, 1981. ápr. 15. 4.
- 85. Nagyfalusi Jenő életrajzához. CsMH, 1981. jún. 28. 6.
- 86. Zalai Béla Aradon. Korunk, 1981. 10. sz. 793–794.
- 87. Buday György és Szeged. CsMH, 1981. nov. 15. 6.
- 88. Hevesy Iván és Moholy-Nagy László. Életünk, 1981. 12. sz. 1098–1110.
- 89. József Attila kéziratai és levelezése. Katalógus. Összeáll. M. Róna Judit. Bp., 1980, PIM. [Ism.] ItK, 1981. sz. 483–488.

### 1982
- 90. Buday György és az Erdélyi Fiatalok. In: Fejezetek hat évtized történetéből. Haladó ifjúsági mozgalmak Csongrád megyében. Szerk.: Hegyi András. Szeged, 1982, KISZ. 123–144. Kötetben: 179/12.
- 91. Sárközi György Szegeden. Dm, 1982. jan. 9. 7.
- 92. Balogh Vilma és József Attila. A marginalitás irodalomtörténetéhez. Somogy, 1982. 2. sz. 21–30. Kötetben: 179/10.
- 93. Egy népművelő ponyvasorozat. A Magyar Mesemondó (1886–1904) MKsz, 1982. 1. sz. 40–50. [Klny is.]
- 94. Buday György és Erdei Ferenc kapcsolatához. SKM, 1982. 1. sz. 14–17.
- 95. Buday György és Kós Károly. Az Erdélyi Szépmíves Céh történetéhez. Tiszatáj, 1982. 4. sz. 105–116. Buday és Kós levelezésének közlésével. Újraközölve: In: Buday György és Kolozsvár. Álom egy Solveig-házról. Szerk.: Cseke Péter. Kolozsvár, 2006. 81–[94].
- 96. Thomas Mann szegedi meghívása. És, 1982. máj. 14. 8.
- 97. Déry szegedi kapcsolataihoz. Dm, 1982. szept. 18. 8.
- 98. A vajdasági magyar irodalom kialakulása és Szirmai Károly. Forrás, 1982. 10. sz. 68–79. Kötetben: 179/6.

### 1983
- 99. József Attila „én-ontológiája”. Az élettörténet „hétköznapi” és művészi áthangolásának kérdéséhez. In: Költőnk és korunk. Szerk.: Fenyő D. György és Gelniczky György. Bp., 1983. III. kötet, 232–254. Kötetben: 179/8.
- 100. Egy barátság fejlődésíve. Bálint György és Buday György kapcsolatáról. Népszab, 1983. jan. 29. 13.
- 101. Radnóti Miklós ismeretlen öninterjúja. Tiszatáj, 1983. 2. sz. 56–58. Ism.: B. P. [Becsei Péter]: A Tiszatáj februári számáról. CsMH, 1983. jan. 27. 4.
- 102. Száz éve született Supka Géza. Ktáros, 1983. 2. sz. 96–100.
- 103. Móricz Zsigmond levele Buday Györgyhöz. SKM, 1983. 1. sz. 44–45.
- 104. Juhász Gyula és Móra Ferenc kapcsolatához. Dm, 1983. márc. 22. 5.
- 105. Juhász Gyula és Móra Ferenc. Egy különös barátság történetéhez. Tiszatáj, 1983. 4. sz. 56–68. Hozzászólás: Péter László: „Két meghitt, régi cimbora”. Juhász és Móra barátsága. CsMH, 1983. ápr. 15. 4. L. még: 107. Kötetben: 179/4.
- 106. Moholy-Nagy Juhász Gyula-portréja. ÚjTük, 1983. ápr. 3. 15. Kötetben: 352/18. Újraközölve: In: 524: 168–171.
- 107. Móra Ferenc „goethei” életéről. CsMH, 1983. jún. 4. 6. Viszontválasz Péter Lászlónak. Előzmények: 105.
- 108. Erdei Ferenc: Makó társadalomrajza. [Ism.] Forrás, 1983. 10. sz. 91–92.
- 109. Isadora Duncan Szegeden. ÚjTük, 1983. okt. 16. 45.
- 110. A „Nyíri és rétközi parasztmesék” olvasói. SKM, 1983. 4. sz. 251–256.
- 111. Szegedi örökség. Péter László könyve. [Ism.] Tiszatáj, 1983. 12. sz. 89–93.
- 112. A szegedi írók életrajzi lexikonának kérdései. In: Múzeumi kutatások Csongrád megyében 1983. Szerk. Juhász Antal. Szeged, 1983, MFM. 107–111.

### 1984
- 113. Vér György: A néma költő. Cikkek, riportok Juhász Gyuláról. Sajtó alá rend.: L. A. Szeged, 1984. Szegedi Nyomda MTESZ Miniatűrkönyv Klub. 140 p. Apró Ferenc előszavával: Vér Györgyről, 1–3.
- 114. Greguss Máté, a „publicista”. Forrás, 1984. 3. sz. 77–87.
- 115. A „városismertető” költő. Dm, 1984. máj. 5. 7. Radnóti Miklósról.
- 116. A Lábadozó szél olvasói. SKM, 1984. 1–2. sz. 75–76. Radnóti Miklós kötete vásárlóinak Buday György jegyzeteiben fönnmaradt névsoráról.
- 117. Juhász Gyula folyóirata, a Magyar Jövendő. MKsz, 1984. 1–2. sz. 75–86. Kötetben: 352/26.
- 118. Hatalmi érdek és társadalmi nyilvánosság. A két világháború közötti „cenzúratörténet” néhány kérdése. Jel-Kép, 1984. 2. sz. 155–161. Kötetben: 179/5.
- 119. Balázs Béla öt levele és egy verse. Tiszatáj, 1984. 8. sz. 35–42.
- 120. A Szegedi Fiatalok Erdélyi Kollégiuma. Tiszatáj, 1984. 9. sz. 69–81. Kötetben: 179/14.
- 121. A Szép Szó szegedi kapcsolatainak történetéből. ItK, 1984. 3. 327–336. Kötetben: 352/32.

### 1985
- 122. A Szegedi Fiatalok dudari falutanulmányozása. Szeged, 1985, MFM. (Szeged művelődéstörténetéből. 2. 36 p. Újraközölve: 129/7–72. Kötetben: 179/17. Ism.: (R. T.) [Raj Tamás]: Napló. MN, 1985. nov. 13. – Marjanucz László: Dudar tanulsága. Újabb művelődés-történeti füzet. Dm, 1986. jan. 11. 6.
- 123. Az államkapitalizmusba hajló szociálliberalizmus egy magyar koncepciója. Móra Ferenc 1918 végi politikai programtervezetei. In: A MFM Évk. 1980–81/1. Szerk.: Trogmayer Ottó. Szeged, [1985] 285–297. [Klny is.]
- 124. A magyar „írói rend” összetétele 1922-ben. Kísérlet egy forrástípus irodalomszociológiai értelmezésére. In: Acta Hist. Lit. Hung. 22.. Szeged, 1985. 81–94. Kötetben: 179/2.
- 125. A paraszti írásbeliség a dualizmus éveiben. Krónika XII. 1985. 65–69.
- 126. Moholy-Nagy és Móra. Dm, 1985. márc. 23. 8. Kötetben: 352/18.
- 127. Scheiber Sándor. [Nekrológ]. SzEgy, 1985. márc. 25. 2. Scheiber Sándor szegedi kapcsolatairól is.
- 128. Müller Miklós és a Szegedi Fiatalok. Forrás, 1985. 11. sz. 67–76.

### 1986
- 129. Dudar 1937. Szerk. L. A., Simon Jánossal. Bp., 1986 [1987]. Orsz. Közműv. Közp. 220 p. (Szociográfiai munkafüzetek)
- 130. Reitzer Béla válogatott írásai I–II. Szerk. és a bevezetőt írta: L. A. Bp., 1986, OKK. 149, 158 p.
- 131. Egy útkereső szociológus a két világháború közt. Vázlat Reitzer Béláról. In: 130 I:5–77. Kötetben: 179/15.
- 132. Dézsi Lajos, Kner Imre és a Magyar Bibliofil Szemle. In: A MFM Évk. 1986/1. Szerk.: Juhász Antal. Szeged, 1986. 349–363. Kötetben: 352/27.
- 133. Egy elfelejtett szegedi író: Hegyi István. In: Múzeumi kutatások Csongrád megyében 1986. 224–229.
- 134. Régi szociográfiák. Dokumentumok 1934–1940. [Ism.] Forrás, 1986. 4. sz. 45–47.
- 135. „Életen túl, halálon innen”. Perkátai László emlékezete. CsMH, 1986. ápr. 19. 7.
- 136. Újvári Péter és Tömörkény. Dm, 1986. aug. 23. 7. Kötetben: 352/16.
- 137. A Széphalom történetéhez. Dm, 1986. szept. 6. 6. Kosztolányi Dezső, Németh László, Illyés Gyula leveleinek közreadásával. Kötetben: 352/28.
- 138. A Szegedi Fiatalok Művészeti Kollégiumának tevékenységéről. Népszab, 1986. szept. 20. 16.

### 1987
- 139. Móra Ferenc családi levelezése. Sajtó alá. rend.: L. A. és Kőhelyi Mihály. Kecskemét, 1987. Katona József Múzeum. 386 p. L. A. előszavával: E kötet elé: 7–14. Ism.: Kormos Emese: Kiadás előtt Móra Ferenc családi levelezése. Petőfi Népe, 1985. márc. 16. 4. [Int.]. – K. E. [Koloh Elek]: Móra Ferenc családi levelezése. Petőfi Népe, 1989. júl. 15.
- 140. Egy későliberális ideológia-kritikus. Vázlat Gáspár Zoltánról. In.: A MFM Évk. 1987/1. Szerk.: Juhász Antal és Trogmayer Ottó. Szeged, 1988. 427–470. Kötetben: 179/16.
- 141. A Szegedi Fiatalok mozgalma (1927–1937). In: Haladó Ifjúsági mozgalmak Csongrád megyében. Válogatott dokumentumok 1874-1986. Szerk.: Hegyi András. Szeged, 1987, KISZ Csongrád megyei Bizottság Politikai Képz. Kp. 187–232.
- 142. Móricz Zsigmond, a Nyugat szerkesztője. Levelek. [Ism.] Tiszatáj, 1987. 1–2. sz. 168–173. A Tasi József szerkesztette kötetről.
- 143. Jubileumunkra. Tiszatáj, 1987. 3. sz. 3–4.
- 144. Szederkényi Ervin halálára. Tiszatáj, 1987. 3. sz. 96.
- 145. Buday Györgyről, születése 80. évfordulóján. Tiszatáj, 1987. 4. sz. 67–71.
- 146. Erdei Ferenc és a Szegedi Fiatalok. Forrás, 1987. 4. sz. 68–90. Kötetben: 179/13.
- 147. Az 1938. évi sajtótörvény tervezete és József Attila. MKsz, 1987. 2. sz. 150–152.
- 148. Bálint Sándor életrajzához. Levelek hagyatékából (1929– 1943) Tiszatáj, 1987. 8. sz. 80–106.
- 149. Egy „gustiánus” erdélyi szociológus. Vázlat Venczel Józsefről. Tiszatáj, 1987. 11. sz. 64–81. Ism.: (f. g.): Venczel József ébresztése. Új Ember, 1988. jan. 31. 2. Kötetben: 180/1.
- 150. A Szép Szó történetéhez. Ignotus Pál levelei Fülep Lajoshoz. Forrás, 1987. 12. sz. 74–81. Szövegközléssel. Ism.: Murányi Gábor: Ködoszlató korabeli kéziratok. Tiszatáj, Kortárs, Forrás, Medvetánc. MN, 1988. jan. 8. 4. Kötetben: 180/8.

### 1988
- 151. Szerb Antal magántanári habilitációja (1934–1937). Szeged, 1988, MFM. 48 p. (Szeged művelődéstörténetéből 5.) 48 p. Ism.: [Dlusztus Imre]: Szerb Antal és Szeged. Dm, 1988. júl. 28. 4. – Péter László: Szerb Antal magántanársága. És, 1988. júl. 29. 8. – Papp Zoltán: Egy habilitáció regénye. Lengyel András tanulmányáról. CsMH, 1988. aug. 13. 6.
- 152. Sz. Szigethy Vilmos: Régi szegedi kocsmák. Sajtó alá rend.: L. A. és Apró Ferenc. Szeged, 1988. [Szegedi Nyomda MTESZ Miniatűrkönyv Klub. 247 p.
- 153. Féja Géza és a Szegedi Fiatalok. In: A MFM Évk. 1988/1. Szerk.: Juhász Antal. Szeged, 1989. 397–428. [Klny is] Újraközölve: In.: Tanulmányok Nagy István tanszékvezető főiskolai docens 60. születésnapjára. Szeged, 1989. 379–428. Kötetben: 180/4.
- 154. K. Havas Géza emlékezete. Somogy, 1988. 1. sz. 20–26. Ism.: A. G. [Antal Gábor]: Megtört patak. Új Írás, Somogy, MNemz, 1988. márc. 11. 4.
- 155. Értékvédelem és útkeresés a harmincas években. Gáspár Zoltán és K. Havas Géza. Valóság, 1988. 4. sz. 63–75. Kötetben: 180/9.
- 156. Iratos dombon. Tóth Béla új könyve. [Ism.] Dm, 1988. jún. 8. 5.
- 157. Az autonóm társadalom védelmében. Molnár Gusztáv: Ó, Anglia, Anglia. [Ism.]Tekintet, 1988. 3. sz. 79–82.
- 158. „A vádlott megszólal” előtörténetéhez. Fábry Zoltán levele. Tekintet, 1988. 4. sz. 3–11. Kötetben: 180/10.

### 1989
- 159. Egy nagy magyar fotográfus: Müller Miklós. Orosháza, 1989, Orosháza és Vidéke ÁFÉSZ, Petőfi S. Müv. Közp. 128 p.
- 160. Egy félreértés oszlatásához. Sík Sándor és Szerb Antal. In: Acta Hist. Lit. Hung. 23. Szeged, 1989. 48–55.
- 161. A liberalizmus újraalapozásának kísérlete. A Szép Szó történetéhez. Jelenkor, 1989. 3. 239–250. Kötetben: 180/7.
- 162. Tömörkény István kérvénye „a Somogyi-könyvtár segédkönyvtárnoki állásáért”. Ktáros, 1989. 4. sz. 236–237.
- 163. Miklós Tamás: József Attila metafizikája. [Ism.] It, 1989. 1. sz. 175–183.
- 164. Illyés és a Szegedi Fiatalok. It, 1989. 3. sz. 516–526. Kötetben: 180/3.
- 165. Egy monográfia előmunkálatai. [Ism.] Kortárs, 1989. 9. sz. 162–168. Lackó Miklós Korszellem és tudomány c. könyvéről.
- 166. Arcok a szegedi sajtó történetéből. Ligeti Jenő. Sze-ged, 1989. 4. sz. 41–42. Kötetben: 352/8.
- 167. Arcok a szegedi sajtó történetéből. Pásztor József. Szeged, 1989. 5. sz. 36–37. Kötetben: 352/5.
- 168. Arcok a szegedi sajtó történetéből. Frank József. Szeged, 1989. 6. sz. 30–31. Kötetben: 352/4.
- 169. Arcok a szegedi sajtó történetéből. Tölgyes Gyula. Szeged, 1989. 7. sz. 38–39. Kötetben: 352/7.
- 170. Levélváltás a Szép Szó ügyében. Jelenkor, 1989. 10. sz. 973–975. Vita Agárdi Péterrel.
- 171. Bibó István életrajzához. Levelek, dokumentumok. Forrás, 1989. 10. sz. 73–89.
- 172. Egy önértelmezés remeklései. [Ism.] Kortárs, 1989. 10. sz. 158–162. Huszár Tibor Bibó István. Beszélgetések, politikai-életrajzi dokumentumok című könyvéről.
- 173. A munkástanfolyamok kérdése és Bibó István. Tekintet, 1989. 11–12. sz. 94–108.
- 174. A Szeged története (1920–1925) I. MKsz, 1989. 4. sz. 369–382. Kötetben: 352/24. L. 184.
- 175. Polányi Károly Szegeden. SZKM, 1987–1989. 1–4. sz. 136–141.
- 176. Bódis Gábor halálára. Dm, 1989. dec. 14. 5.

### 1990
- 177. Venczel József: Erdélyi föld – erdélyi társadalom. [Ism.] Forrás, 1990. 1. sz. 94–96.
- 178. Egy szabadságideológia megformálódása. A fiatal Bibó István értékelvei. Jelenkor, 1990. 2. sz. 147–157. Kötetben: 80/6.
- 179. Útkeresések. Irodalom- és művelődéstörténeti tanulmányok. Bp., [1990], Magvető. 493 p.

Tartalma:

1. Előszó, 5–9.

2. A magyar „írói rend” összetétele 1922-ben. Kísérlet egy forrástípus irodalomszociológiai értelmezésére, 13–33.

3. A modernizmus magyar műhelye. A Mentor könyvkereskedés története (1923–1929), 34–67.

4. Juhász Gyula és Móra Ferenc. Egy különös barátság történetéhez, 68–91.

5. Hatalmi érdek és társadalmi nyilvánosság. A két világháború közötti „cenzúratörténet” néhány kérdése, 92–102.

6. A vajdasági magyar irodalom kialakulása és Szirmai Károly, 103–123.

7. A „freudizmus” mentalitástörténeti alapjai és Ignotus Freud-értelmezése, 124–139.

8. József Attila „én-ontológiája”. Az élettörténet „hétköznapi” és művészi áthangolásának kérdéséhez, 143–164.

9. Adatok József Attila életrajzához, 165–188.

10. Balogh Vilma és József Attila. A marginalitás irodalomtörténetéhez, 189–206.

11. A Szegedi Fiatalok Művészeti Kollégiumának néhány sajátosságáról, 209–216.

12. Buday György és az Erdélyi Fiatalok, 217–253.

13. Erdei Ferenc és a Szegedi Fiatalok, 254–297.

14. A Szegedi Fiatalok Erdélyi Kollégiuma, 298–322.

15. Egy útkereső szociológus a két világháború közt. Vázlat Reitzer Béláról, 323–374.

16. Egy későliberális ideológia-kritikus. Vázlat Gáspár Zoltánról, 375–446.

17. A Szegedi Fiatalok dudari falutanulmányozása, 447–491.
Ism.: Lengyel András: Útkeresések. Új Könyvek, 1990/23. 44–45.

Nagy Sz. Péter: Margináliák? Magyar Napló, 1991. okt. 9. 37.

Kovács Sándor Iván: Szeged-tudomány. MH, 1991. okt. 9. 13.

Bodor Béla: Ex libris. És, 1990. nov. 2. 11.

Dési Ábel: Gyökerek és hagyományok. 7 Nap, 1991. dec. 6. 21.
- 180. Törésvonalak. Tanulmányok az 1919 utáni negyedszázad művelődéstörténetéhez. Bp., 1990, Tekintet. 199 p.

Tartalma:

Ilia Mihály: Egy gondolkodó – Szöged városából

1. Egy „gustiánus” erdélyi szociológus. Vázlat Venczel Józsefről, 9–43.

2. A Szegedi Fiatalok Művészeti Kollégiumáról, 43–48.

3. Illyés és a Szegedi Fiatalok, 49–57.

4. Féja Géza és a Szegedi Fiatalok, 58–104.

5. Buday György és Thomas Mann, 105–108.

6. Egy szabadságideológia megformálódása. A fiatal Bibó István értékelvei, 109–130.

7. A liberalizmus újraalapozásának kísérlete. A Szép Szó történetéhez, 131–151.

8. A Szép Szó történetéhez. Ignotus Pál levelei Fülep Lajoshoz, 152–165.

9. Értékvédelem és útkeresés a harmincas években. Gáspár Zoltán és K. Havas Géza, 166–187.

10. „A vádlott megszólal” előtörténetéhez. Egy Fábry-levél és tanulságai, 188–199.
Ism.: Dési Ábel: A szellemi műhelyek világa. 7 Nap, 1990. szept. 14. 24.

Marjanucz László: Modernizációs kényszer és szabadságigény. Dm, 1990. szept. 15. 5.

Nagy Sz. Péter: Ex libris. És, 1991. febr. 1. 11.

Pikó András: Törésvonalak. SzEgy, 1991. febr. 25. 6. 

Tüs-kés Tibor: A filológia bája. Új Dunatáj, 1993/8. 81–84.
- 181. Zsidók a szegedi újságírásban a húszas években. In: A szegedi zsidó polgárság emlékezete. Szerk.: Zombori István. Szeged, 1990. 135–143. Kötetben: 352/23.
- 182. Egy elfelejtett „szegedi fiatal”, Ádám László. Confessio, 1990. 1. sz. 68–71.
- 183. Város és hagyomány. Vázlat a „szegediség” kérdéséről. Pompeji, 1990. 1. sz. 14–28. Ism.: Fülöp Sándor: Genius loci. (Pompeji 1990/1.) Dm, 1990. júl. 20. 5.
- 184. A Szeged története (1920–1925) II. MKsz, 1990. 1–2. 45–67. Kötetben: 352/24. L. 174.
- 185. Adalékok József Attila utolsó éveihez. ItK, 1990. 2. sz. 237–241. Kötetben: 513/21.
- 186.…dedikálva… Könyvvilág, 1990. jún. 6. Az Útkeresések kötet beharangozása
- 187. Arcok a szegedi sajtó történetéből. Klamár Gyula. Szeged, 1990. 8. sz. 36–37. Kötetben: 352/11.
- 188. Arcok a szegedi sajtó történetéből. Sz. Szigethy Vilmos. Szeged, 1990. 9. sz. 38–39. Kötetben: 352/6.
- 189. Móra Ferenc: Szeged. Szeged, 1990. 10–11. sz. 23–25. Bevezetés és szövegközlés.
- 190. Kritikák tükrében. Buday György fametsző művészetéről. (Vál. L. A.) Szeged, 1990. 10–11. sz. 48–53.
- 191. Arcok a szegedi sajtó történetéből. Puskás Jenő. Szeged, 1990. 10–11. sz. 63–65. Kötetben: 352/9.
- 192. Egy szegedi lapalapítási kísérlet 1881-ben. MKsz, 1990. 3–4. sz. 152–154. Kötetben: 352/13.
- 193. Buday György halálára. Forrás, 1990. 12. sz. 71–76.
- 194. A nemzetiségek esélyei Jugoszláviában. Dm, 1990. dec. 10. 2. Beharangozó a Létünk szegedi estje elé.

### 1991
- 195. Arcok a szegedi sajtó történetéből. Békefi Antal. Szeged, 1990–91. 12–13. sz. 83–85. Kötetben: 352/2.
- 196. Arcok a szegedi sajtó történetéből. Balassa Ármin. Szeged, 1991. 14. sz. 31–34. Kötetben: 352/3.
- 197. Egy alternatíva ellentmondásai. Ludassy Mária: Szabadság, egyenlőség, igazságosság. [Ism.] Holmi, 1991. 2. sz. 225–227.
- 198. Buday György és Kner Imre. A citoyen polgár két magyar változata. Tekintet, 1991. 3–4. sz. 53–64.
- 199. A Tömörkény Társaság. Dm, 1991. ápr. 13. 7.
- 200. Kultúrák vonzásában. Müller Miklós arcképéhez. Dm, 1991. ápr. 18. 5.
- 201. Magyar László és Móricz Zsigmond. Dm, 1991. ápr. 27. 6. Kötetben: 352/30.
- 202. „Az olvasható irodalomtörténet feltalálója”. Szerb Antal kiadatlan önéletrajza. Dm, 1991. máj. 21. 4.
- 203. A „Szabad-ötletek jegyzéké”-ről. Kísérlet József Attila szövegének értelmezésére. Jelenkor, 1991. 6. sz. 549–557. Kötetben: 259/6.
- 204. Önarckép – kritikákból szemelgetve. A fiatal Radnóti önértelmezéséről. Dm, 1991. jún. 22. 4. Kötetben: 352/31.
- 205. „…hálával gondolok tettére”. Bálint Sándor és Csáky József. Dm, 1991. jún. 29. 4.
- 206. Bálint Sándor és Perkátai László. Dm, 1991. júl. 13. 4.
- 207. A népi-urbánus szembenállásról. Egy szöveggyűjte-mény néhány tanulsága. Forrás, 1991. 7. sz. 63–78. Kötetben: 259/4.
- 208. Németh László Shylock-metaforája. Egy metafora értelme és eszmetörténeti szerepe. Valóság, 1991. 8. sz. 56–74. Hozzászólás: Kiss Károly: Etnoprotekcionizmus. Hitel, 1991. 22. sz. 20–23. Kötetben: 259/5.
- 209. Archív tallózó. A köztisztviselő és a sajtó. MH, 1991. aug. 31. Ahogy tetszik [Mell.] 5.
- 210. Egy irodalmi szerepvállalás anatómiája. Vázlat Ilia Mihályról. Juss, 1991. 3. sz. 48–52.
- 211. Bibó István írásáról. Pompeji, 1991. 3. sz. 101–102. Bibó István Az egyetem, az akadémia és a tudomány válsága. Hozzászólás Szent-Györgyi Albert előadásához című írásának közreadásával, 103–112.
- 212. Város és egyetem. Még egyszer a „szegediség” kérdéséről. Pompeji, 1991. 3. sz. 113–123.
- 213. Az „utóvédharc” becsülete. Gáspár Zoltánról, születésének 90. évfordulóján. Dm, 1991. okt. 17. 4. Kötetben: 352/33.
- 214. Bibó István Kelsen-fordítása. Dm, 1991. okt. 26. 5.
- 215. Egy nemes szenvedély vonzásában. Dm, 1991. okt. 29. 16. Újraközölve: Születésnapi Lap. Szerk.: Kiss Ernő. Szeged, 2001. okt. 29. Apró Ferenc ötvenedik születésnapjára.
- 216. Márai Sándor és Szeged. Dm, 1991. nov. 9. 5.

### 1992
- 217. Múzeumi kutatások Csongrád megyében 1991. Szerk.: L. A. Szeged, 1992. MFM. 172 p. L. A. előszavával: Új kötetünk elé, 3.
- 218. Író és „rendszerváltás”. Dettre János és Móra Ferenc konfliktusa. In: 217: 135–139.
- 219. A szegedi Prometheus nyomda (1926–1935) In: A MFM Évk. 1989/90-1. Szerk.: Juhász Antal. Szeged, 1992. 481–502. Kötetben: 352/29.
- 220. A Vasárnapi Kör „renegátja”. A gondolkodó Ritoók Emmáról. In: A MFM Évk. 1991/92-1. Szerk.: Juhász Antal és L. A. Szeged, 1992. 243–289. [Klny is.] Bibliogr.: 286–288. Kötetben: 259/1.
- 221. Gnózis és utópia. A naplóíró Sinkó Ervin. Forrás, 1992. 1. sz. 35–50. Kötetben: 259/2.
- 222. Bibó és Szent-Györgyi vitája a tudományos intézményrendszer válságáról. Korunk, 1992. 1. sz. 10–17. Kötetben: 259/9.
- 223. A fiatal Bibóról. Egy lehetséges megközelítés vázlata. Kortárs, 1992. 2. sz. 92–98. Kötetben: 259/8.
- 224. A makacs érdeklődés könyve. Márkus István: Az ismeretlen főszereplő. [Ism.] Kortárs, 1992. 3. sz. 86–92.
- 225. Várostörténeti Ki mit tud? Dm, 1992. ápr. 3. 4. A sorozat szerkesztése Apró Ferenccel. L. az alábbi tételeket is:
- 226. Várostörténeti Ki mit tud? Dm, 1992. ápr. 11.
- 227. Várostörténeti Ki mit tud? Dm, 1992. ápr. 11.
- 228. Várostörténeti Ki mit tud? Dm, 1992. ápr. 18.
- 229. Várostörténeti Ki mit tud? Dm, 1992. ápr. 18.
- 230. Várostörténeti Ki mit tud? Dm, 1992. ápr. 25.
- 231. Várostörténeti Ki mit tud? Dm, 1992. ápr. 25.
- 232. A tárca. Szeged, 1992. 5. sz. 21.
- 233. Várostörténeti Ki mit tud? Dm, 1992. máj. 2.
- 234. Várostörténeti Ki mit tud? Dm, 1992. máj. 9.
- 235. Várostörténeti Ki mit tud? Dm, 1992. máj. 23.
- 236. Várostörténeti Ki mit tud? Dm, 1992. máj. 23.
- 237. Várostörténeti Ki mit tud? Dm, 1992. jún. 6.
- 238. Várostörténeti Ki mit tud? Dm, 1992. jún. 6.
- 239. Várostörténeti Ki mit tud? Dm, 1992. jún. 27.
- 240. „…kijutni a szegénységből” – a szabadságba. Kemény István: Közelről és távolból. [Ism.] Holmi, 1992. 7. sz. 1045–1049.
- 241. Sem part, sem csillagok. Forrás, 1992. 9. sz. 42–45. Az irodalmi közéletről. Válasz a Forrás körkérdésére.
- 242. „…hősi és termékeny szerepvállalás”. Radnóti identitásalakítási igényéről. Valóság, 1992. 11. sz. 54–70. Kötetben: 259/7.
- 243. A Szegedi Napló megszűnésének előzményeihez. MKSz, 1992. 4. sz. 362–365. Sipos Józseffel. Kötetben: 352/21.

### 1993
- 244. Múzeumi kutatások Csongrád megyében 1992. Szerk.: L. A. Szeged, 1993. MFM. 208. p. L. A. előszavával: Új kötetünk elé, 3.
- 245. Apai „örökség”. Idősebb Bibó István művelődésszervező tevékenységéről. In: A hatalom humanizálása. Tanulmányok Bibó István életművéről. Szerk.: Dénes Iván Zoltán. Pécs, 1993, Tanulmány K. 68–83.
- 246. Egy mentés történetéhez – Bibó István hat levele. Forrás, 1993. 1. sz. 54–59. Bevezetés és szövegközlés.
- 247. Illyés Gyula és Bibó István: A magyar művelődéstörténet szerkezeti sajátosságaihoz. Forrás, 1993. 3. sz. 65–77. Ism.: Osztovics Ágnes: Jelen és múlt. MNemz., 1993. márc. 22. 11. Újraközölve: In: „Költő, felelj!” Tanulmányok Illyés Gyuláról. Szerk.: Tasi József. Bp., 1993. PIM. 19–30. Kötetben: 259/10.
- 248. Érdekvédelem és önkritika. Agárdi Péter: Kortársunk, Mónus Illés. [Ism.] Új Forrás, 1993. 3. sz. 24–32.
- 249. Kísérletek a Szegedi Híradó megerősítésére. (1885, 1903.) MKsz, 1993. 1. sz. 107–114. Kötetben: 352/14.
- 250. Egy elfelejtett szegedi folyóiratkísérlet. Az Új Élet (1909). Szeged, 1993. 4. sz. 38–41. Kötetben: 352/17.
- 251. Arcok a szegedi sajtó történetéből. Magyar László. Szeged, 1993. 5. sz. 30–33. Kötetben: 352/10.
- 252. Tamás. Magyar László regénye. Szeged, 1993. 5. sz. 34. Móra Ferenc írását bev. és közread.
- 253. A szegedi Ligeti Jenő és Társai nyomda 1913. évi leltára. MKsz, 1993. 2. sz. 218–224. Kötetben: 352/19.
- 254. Villon a lövészárkokban. Tonelli Sándor publikálatlan esszéje. Szeged, 1993. 6–7. sz. 63–65. Bevezetés és szövegközlés.
- 255. Művészetek vonzásában. Művészek levelei Bálint Sándorhoz. Szeged, 1993. 8. sz. 35–37. Bevezetés és szövegközlés.
- 256. A Magyar Írók Szövetsége Külföldön történetéhez. Szabó Zoltán beszámolója a párizsi közgyűlésen. Bárka, 1993. 2–3. sz. 11. Szabó Zoltán Beszámoló az emigráns magyar írók párizsi közgyűlésén című írásának közreadásával, 12–16.
- 257. Weöres Sándor szegedi kapcsolataihoz. Levelek G. Szabó László hagyatékából. Szeged, 1993. 11. sz. 38–39. Szövegközléssel.
- 258. Az „urbánus” irányzatjelölő elnevezés kialakulása. Forrás, 1993. 12. sz. 43–80. Kötetben: 259/3.

### 1994
- 259. Utak és csapdák. Irodalom- és művelődéstörténeti tanulmányok. Bp., 1994, Tekintet. 312 p.

Tartalma:

1. A Vasárnapi Kör „renegátja”. A gondolkodó Ritoók Emmáról, 7–75.

2. Gnózis és utópia. A naplóíró Sinkó Ervin, 77–102.

3. Az „urbánus” irányzatjelölő elnevezés kialakulása, 103–165.

4. A népi-urbánus szembenállásról. Egy szöveg-gyűjtemény néhány tanulsága, 167–192.

5. Németh László Shylock-metaforája. Egy metafora értelme és eszmetörténeti szerepe, 193–223.

6. A „Szabad-ötletek jegyzéké”-ről. Kísérlet József Attila szövegének értelmezésére, 225–240.

7. „…hősi és termékeny szerepvállalás”. Radnóti identitásalakítási igényéről, 241–268.

8. A fiatal Bibóról. Egy lehetséges megközelítés vázlata 269–279.

9. Bibó és Szent-Györgyi vitája a tudományos intézményrendszer válságáról, 281–292.

10. Illyés Gyula és Bibó István: A magyar művelődéstörténet szerkezeti sajátosságaihoz, 293–312.
Ism.: S. P. S. Utak és csapdák. Lengyel András könyv-premierje. Dm, 1994. ápr. 27. 7.

Agárdi Péter: Mi fán terem a mentalitástörténet? Népszab, 1994. júl. 18. 15.

Dési Ábel: A kultúra útjain. 7 Nap, 1994. szept. 8. 9.

Marjanucz László: Utak és csapdák. (L. A. könyvéről). Új Forrás, 1995/7. 51–56.

N. Pál József: Lengyel András: Utak és csapdák. Kortárs, 1996/4. 113–116.
- 260. Múzeumi kutatások Csongrád megyében 1993/1994. Szerk.: L. A. Szeged, 1997. 296 p.
- 261. Egy fejezet a Tiszatáj történetéből. (1971–1975). In: 260: 275–280.
- 262. Irodalom. In: Szeged története 4. 1919–1944. Szerk.: Serfőző Lajos. Szeged, 1994, Somogyi-könyvtár. 623–690. A szegedi irodalmi élet a két világháború közt.
- 263. Bibó István írása elé. Tekintet, 1994. 1–2. sz. 19. Bibó István Nem a pénzben van a hiba című írásának közreadásával, 19–28.
- 264. Egy sztoicizmus természetrajza. Lőrinczy Huba Márai-tanulmányairól. [Ism.] Életünk, 1994. 3–4. sz. 375–378.
- 265. Az eligazító. A 70 esztendős Vekerdi Lászlóról. Népszab, 1994. júl. 23. 13.
- 266. „... ismeretlensége biztosan fel fog tárulni” Vass Vera hagyatékából. Szeged, 1994. 7–8. sz. 22–26. Aba-Novák, Bálint Sándor, Németh László leveleinek közreadásával.
- 267. Egy irodalomszervező pályaíve. Vázlatféle Ilia Mihályról. Forrás, 1994. 9. sz. 54–84.
- 268. Baróti Dezső halálára. Dm, 1994. szept. 13. 7.
- 269. Szabadságérzés és zavar. A fiatal Bibó „pénz”-értelmezése. Jelenkor, 1994. 11. sz. 988–997.
- 270. Ki kicsoda a hírközlésben? [Ism.] Forrás, 1994. 11. sz. 106–109.
- 271. Egy élet summája. Müller Miklós önéletírása. [Ism.] Népszab, 1994. nov. 19. 11.
- 272. „Az apokalipszis realizmusa”. Baka István új könyvéről. [Ism.] Életünk, 1994. 12. sz. 1107–1109. Baka István Sztyepan Pehotnij testamentuma c. kötetéről. Újraközölve: In: Búcsú barátaimtól. Baka István emlékezete. Szerk.: Füzi László. Bp., 2000. Nap K. 194–197.
- 273. „Hogy annak ne csak haszna legyen…” Beszélgetés a hetvenesztendős Tóth Bélával. Szeged, 1994. 12. sz. 5–8.

### 1995
- 274. „Űr a lelkem”. Szőke György József Attila-könyvéről [Ism.] Forrás, 1995. 1. sz. 90–93.
- 275. Az „elrejtőzött világegész” keresése. József Attila gondolkodói alkatáról. Forrás, 1995. 4. sz. 53–77. Újraközölve: In: „Modernnek kell lenni mindenestül” (?) Irodalom, átértelmezés, történetiség. Szerk.: Szigeti Lajos Sándor. Szeged, 1996. JATE. 187–210. Kötetben: 297/2.
- 276. József Attila-dedikációk Kiss Ferenc gyűjteményéből. Forrás, 1995. 4. sz. 78.
- 277. „…saját szemem láttára átalakulok”. József Attila 1935. augusztusi fordulatáról. Jelenkor, 1995. 4. sz. 356–365. Kötetben: 297/6.
- 278. Király-König Péter életútja. Szeged, 1995. 5. sz. 31–34.
- 279. Egy napilap nagy korszaka. A Szegedi Naplóról, röviden. Szegedi Napló, 1995. máj. 13. Alföldi Műhely [mell.] I. Megjelent az aznapi Reggeli Délvilágban is. Kötetben: 352/12.
- 280. Olvasólámpa. Egy új könyvsorozat margójára. Szegedi Napló, 1995. jún. 17. Alföldi Műhely [mell.] I. Megjelent az aznapi Reggeli Délvilágban is.
- 281. Újraolvasás közben. Műhelyjegyzetek József Attiláról. Szeged, 1995. 6. sz. 20–23. Újraközölve: In: A Dugonics Társaság évkönyve 1993/ 1995. Szeged, 1996, Dugonics Társaság. 89–99.
- 282. József Attila első analitikusa. A pszichoanalitikus Rapaport Samuról. ItK, 1995. 2. sz. 163–189. Bibliográfiával, 187–189. Kötetben: 297/3.
- 283. József Attila „nemzeti szocialista” epizódjáról. Forrás, 1995. 7. sz. 63–71. Kötetben: 297/5.
- 284. „A Dunánál”. Tanulmányok József Attiláról. [Ism.] Holmi, 1995. 7. sz. 1024–1027.
- 285. A „démon” és értelmezője. Gáll Ernő: A nacionalizmus színeváltozásai. [Ism.] Forrás, 1995. 9. sz. 88–92.
- 286. József Attila „örök barátja”. Barta Istvánról, kérdőjelekkel. Művelődés (Kolozsvár), 1995. 11. sz. 42–44. Újraközölve: Irodalomismeret, 1996/1–2. 80–84. Kötetben: 513/19.
- 287. November angyalához. Baka István kötetéről. [Ism.] Szeged, 1995. 7–12. sz. 142–143.
- 288. Tonelli Sándor: Önéletrajz. Szeged, 1995. 7–12. sz. 179–192. Bevezetés és szövegközlés
- 289. József Attila és a Bartha Miklós Társaság. És, 1995. dec. 1. 14. Ism. Tasi József könyvéről.
- 290. Összeállításunk margójára. Forrás, 1995. 12. sz. 87–88.
- 291. A „jelenné gyülemlő múlt”. Egy József Attila-teoréma kialakulása és funkciói. Jelenkor, 1995. 12. sz. 1115–1119. Újraközölve: In: Írások Péter László 70. születésnapjára. Szerk.: Gyuris György. Szeged, 1996, Somogyi-könyvtár. 51–62. Kötetben: 297/4.

### 1996
- 292. A Tiszatáj Kelet-Európa-érdeklődése. Korunk, 1996. 1. sz. 30–38.
- 293. „Beszélő” tárgyak között. Nagy Ádám ötvenéves. Szeged, 1996. 1. sz. 24–25.
- 294. Két koporsó. Búcsú dr. Buday Margittól – Árvay Erzsébet halálára. Szeged, 1996. 4. sz. 42–43.
- 295. A lapgründoló József Attila. A Szép Szó megindításának előkészítése. Létünk (Újvidék), 1996. 1–2. sz. 7–22. Kötetben: 297/7.
- 296. József Attila, Rapaport Samu és a Szabad-ötletek jegyzéke. Forrás, 1996. 6. sz. 51–70. Kötetben: 297/8.
- 297. A modernitás antinómiái. József Attila-tanulmányok. Bp., 1996, Tekintet. 272 p.

Tartalma:

1. Előszó, 9–13.

2. Az „elrejtőzött világegész” keresése. József Attila gondolkodói alkatáról, 15–54.

3. József Attila első analitikusa. A pszichoanalitikus Rapaport Samuról, 55–96.

4. A „jelenné gyülemlő múlt”. Egy József Attila-teoréma kialakulása és funkciói, 97–104.

5. József Attila „nemzeti szocialista” epizódjáról, 105–119.

6. „…saját szemem láttára átalakulok”. József Attila 1935. augusztusi fordulatáról, 120–136.

7. A lapgründoló József Attila. A Szép Szó megindításának előkészítése, 137–161.

8. József Attila, Rapaport Samu és a Szabad-ötletek jegyzéke, 162–193.

9. A föltáruló „semmi”. József Attila, Kosztolányi és a nihilizmus, 194–272.
Ism.: A hét könyvei. És, 1996. aug. 2. 12.

Veres András: Az ismeretlen József Attila. MH, 1996. okt. 19. 16.

Tasi József: József Attila váltásai, változásai. Népszab, 1996. szept. 18. 17.

Valachi Anna: Makacs költői talányok nyomában. Tallózás a József Attila-szakirodalom legújabb köteteiben a tragikus szárszói nap évfordulóján. Népszava, 1996. dec. 3. 8.

Bodor Béla: Kiürülő világ – bokrosodó világhiány. És, 1996. dec. 6. 12.

Szigeti Lajos Sándor: A modernitás antinómiái. Lengyel András József Attila-tanulmányairól. Tiszatáj, 1997/7. 91–96.

Tverdota György: A modernitás antinómiái. Holmi, 1997/8. 1168–1176.
- 298. Egy „antiszemita” (?) Ady-vers. „Zikcene, zakcene, satöbbi.” Holmi, 1996. 7. sz. 956–963.
- 299. A József Attila-életmű rejtett dimenziói. [Ism.] És, 1996. aug. 23. 15. Tasi József József Attila könyvtára és más tanulmányok című kötetéről
- 300. A modern Szeged – egy ünnepi pillanatban. Szeged, 1996. 10. sz. 14–16. Újraközölve: In: A Dugonics Társaság évkönyve 1995/1997. Szerk.: Kikli Tivadar, Tandi Lajos. Szeged, 1998, Dugonics Társaság. 83–89. A millenniumi Szegedről. Értelemzavaró sajtóhibákkal.
- 301. Rapaport Samu Juhász Gyuláról és József Attiláról. Orbis (Kanizsa), 1996/3–4. 39–40. Kötetben: 513/18.
- 302. Agárdi Péter: Torlódó múlt. József Attila és kortársai. [Ism.] ItK, 1996. 5–6. sz. 746–748.
- 303. József Attila Számvetése. A Kosztolányi-inspirációk első összegzése. Pannon Tükör, 1996. 6. sz. 4–8.

### 1997
- 304. Múzeumi kutatások Csongrád megyében 1993/1994. Szerk.: L. A. Szeged, 1997. MFM. 296 p. L. A. előszavával: Új kötetünk elé, 3.
- 305. Múzeumi kutatások Csongrád megyében 1995/1996. Szerk.: L. A. Szeged, 1997. MFM. 320 p. L. A. előszavával: Új kötetünk elé, 3.
- 306. Irodalom- és Művészettörténeti Tanulmányok 1. Szerk.: L. A. Szeged, 1997. MFM. 234 p.
- 307. Arcképvázlat Gáspár Zoltánról. In: 305: 271–277.
- 308. Gáspár Zoltán irodalmi kapcsolathálózata. Könyvtára dedikált köteteinek történeti-szociológiai elemzése. In: 306: 23–48. [Klny is.]
- 309. Kosztolányi Dezső Tömörkény-nekrológja. In: 306: 172–174. A névtelenül megjelent cikk közlésével.
- 310. The Village Exploration of the Szeged Youth in Dudar. In: Dudar 1937. Szerk.: Trencsényi Imre. Bp., 1997. 36–69. A 122. tétel angol nyelven.
- 311. „... vidéken élni és dolgozni áldás és átok.” Beszélgetés Lőrinczy Huba főiskolai tanárral. Szeged, 1997. 1. sz. 33–37.
- 312. Balvégzetű évtized? Füzi László könyvéről. [Ism.] Új Forrás, 1997. 2. sz. 55–58.
- 313. Pilinszky János Ady-képe. Jelenkor. 1997. ápr. 418–423. ; Újraközölve: In: „Merre, hogyan?” Tanulmányok Pilinszky Jánosról. Szerk.: Tasi József. Bp., 1997. PIM. 104–110.
- 314. Egy csokor tulipán. Egy irredenta írónő – Füssyné Huszár Amália. Tekintet, 1997. 4–5. sz. 63–76. Kötetben: 352/22.
- 315. „…nagy szerencse, ha az ember függetleníteni tudja magát a körülményektől”. Beszélgetés Csaplár Ferenccel. Szeged, 1997. 7. sz. 24–28.
- 316. Tömörkény világa. Péter László könyve. [Ism.] Szeged, 1997. aug. 25–26.
- 317. „Egyszerű és hosszú történet ez ...” Beszélgetés Ördögh Szilveszterrel. Szeged, 1997. 9. sz. 34–38.
- 318. „...a lapnak minden körülmények között meg kell őrződnie!” Beszélgetés Füzi Lászlóval. Szeged, 1997. 10. 35–42.
- 319. „...a meglévő értékek őrzésének a lehetőségeit próbálom tájékozódásaimban keresni.” Beszélgetés Tamás Attilával. Szeged, 1997. 11. sz. 22–26.
- 320. „Az arcodról a festék nem mosódik le.” A levélíró Kosztolányi. Forrás, 1997. 12. sz. 80–96. Kötetben: 373/2.
- 321. József Attila „semmi”-képzetéről. Tiszatáj, 1997. 12. sz. 76–84.
- 322. A Szép Szó időrendjéhez. MKsz, 1997. 4. sz. 461–462. Kötetben: 513/20.

### 1998
- 323. Múzeumi kutatások Csongrád megyében 1997. Szerk.: L. A. Szeged, 1998. MFM, 302 p. L. A. előszavával: Új kötetünk elé, 3.
- 324. Irodalomszociológiai reálfolyamatok és kultikus magatartás. Az 1923-as szegedi Juhász Gyula-jubileum néhány tanulsága. In: Múzeumi kutatások Csongrád megyében 1997. Szerk.: L. A. Szeged, 1998. MFM, 243–248. Újraközölve: Kultikus beállítódás és irodalomszociológiai funkciók. Az 1923-as Juhász Gyula-jubileum néhány tanulsága. In: Az irodalom ünnepei. Kultusztörténeti tanulmányok. Szerk.: Kalla Zsuzsa. Bp., 2000. PIM. 231–236.
- 325. Sándor Iván Bibó-esszéjéről. Forrás, 1998. 1. sz. 45–48.
- 326. „...aki egyszerre szereti Veres Pétert és Weöres Sándort.” Beszélgetés Bata Imrével. Szeged, 1998. 1. sz. 22–25.
- 327. A közigazgatástörténet kiváló tudósa. Hencz Aurél nyolcvanöt éves. Szeged, 1998. 2. sz. 22.
- 328. „A könyv igazságszeretetét is levizsgáztattam. Levelek Hencz Aurél levelesládájából. Szeged, 1998. 2. sz. 23–24. Erdei Ferenc és Németh László leveleinek közreadásával
- 329. Szegedi újságolvasók 1891-ben. MKsz, 1998. 1. sz. 64–56. Kötetben: 352/15.
- 330. Az első monográfia. Albertini Béla: A magyar szociofotó története a kezdetektől a második világháború végéig. [Ism.] Forrás, 1998. 4. sz. 93–94.
- 331. Miért gyilkolt Édes Anna? A pszichoanalízis mint regényszervező elv. Korunk, 1998. 4. sz. 89–98. Kötetben: 373/5.
- 332. A titokzatos líraiság költője. Juhász Gyuláról, születése 115. évfordulóján. Szeged, 1998. 4. sz. 18–19.
- 333. „Hosszú ideig mások tudományos eredményeit figyeltem.” Beszélgetés Monostori Imrével. Szeged, 1998. 4. sz. 34–39.
- 334. A Mai enciklopédia „asztalfiókbeli példánya”. MKsz, 1998. 2. sz. 159–165. Csetényi József, Erdődy Elek és Gáspár Zoltán „Mai enciklopédia” című munkájáról
- 335. „Egy párhuzamos irodalmi életben vettem részt.” Beszélgetés Takáts Józseffel. Szeged, 1998. 6. sz. 42–46.
- 336. Kosztolányi, Hollós István és a nyelv pszichoanalitikus fölfogása. Új Forrás, 1998. 8. sz. 52–65. Kötetben: 373/6.
- 337. „Csillogó felületek gyöngyhalásza.” Kosztolányi Dezső nietzschei „vázgondolatai”. Forrás, 1998. 9. sz. 45–69. Kötetben: 373/3.
- 338. Ki volt Rátz Kálmán? A József Attila-életrajz egyik fehér foltjáról. Népszava, 1998. nov. 14.. [Mell.] II.
- 339. A karteziánus hagyomány bomlásának élményalakzatai. Lőrinczy Huba: Ambrustól Máraiig. [Ism.] Műhely, 1998. 3. sz. 72–73.
- 340. Szelíd árnyak. Móra Ferenc emlékbeszéde a Dugonics Társaságban. Szeged, 1998. 11. sz. 43–45.
- 341. Egy „összvidéki” folyóirat-kísérlet. Juhász Gyula és a Magyar Jövendő. Szeged, 1998. 12. sz. 44–47.

### 1999
- 342. Irodalom- és Művészettörténeti Tanulmányok 2. Szerk.: L. A. Szeged, 1999, MFM, 262 p.
- 343. Tömörkény István hatvannyolc levele. In: 342: 99–140. [Klny is.] Szövegközléssel.
- 344. Halasy-Nagy József: Summa vitae. Önéletrajzi vázlat. In: 342: 207–237. Szövegközléssel.
- 345. A Montanus-per. Üzleti harc, várospolitika és sajtónyilvánosság. In: Történeti Tanulmányok 2. Szerk.: Zombori István. Szeged, 1999. MFM. 45–55. Puskás Jenő A tatai és a pécsi szén harca a szegedi városi háztartásban c. írása körüli ügyről. Újraközölve: In: Nagy István emlékkönyv. Szerk.: Zombori István. Szeged, 1999. MFM. 45–56. Kötetben: 352/25.
- 346. „Szeged kultúrpalotájának legnagyobb raritása.” Magyar Múzeumok, 1999. 1. sz. 14–15. Tömörkény Istvánról. Újraközölve: In: 398: 73–77.
- 347. Habent sua fata libelli. Magyar Múzeumok, 1999. 1. sz. 56–57. Társszerzőkkel
- 348. Nietzsche, Freud, Kosztolányi. Az én-integritás bomlásának gondolkodástörténetéhez. Tiszatáj, 1999. 1. sz. 62–75. Kötetben: 373/7.
- 349. Scheiber Sándor és Szeged. Szeged, 1999. 1. sz. 26–29.
- 350. A litografált Szegedi Napló. Szeged, 1999. 4. sz. 73–75. Kötetben: 352/20.
- 351. A szegedi újságírás rövid története. Az előzményektől 1944-ig. Szeged, 1999. 5. sz. 26–43. Kötetben: 352/1.
- 352. „Közkatonái a tollnak…” Vázlatok Szeged sajtótörténetéhez. Szeged, 1999, Bába és Társai Kft. 494 p.

Tartalma:

1. A szegedi újságírás rövid története. Az előzményektől 1944-ig, 7–69.

2. Békefi Antal, 73–83.

3. Balassa Ármin, 84–98.

4. Frank József, 99–105.

5. Pásztor József, 106–112.

6. Sz. Szigethy Vilmos, 113–122.

7. Tölgyes Gyula, 123–131.

8. Ligeti Jenő, 132–139.

9. Puskás Jenő, 140–150.

10. Magyar László, 151–165.

11. Klamár Gyula, 166–174.

12. Egy napilap nagy korszaka. A Szegedi Naplóról, röviden, 177–183.

13. Egy szegedi lapalapítási kísérlet 1881-ben, 184–189.

14. Kísérletek a Szegedi Híradó megerősítésére. (1885, 1903), 190–205.

15. Szegedi újságolvasók 1891-ben, 206–209.

16. Újvári Péter és Tömörkény, 210–215.

17. Egy elfelejtett szegedi folyóirat-kísérlet. Az Új Élet (1909), 216–228.

18. A „nyomdafesték” vonzásában. Moholy-Nagy László indulásához, 229–237.

19. A Ligeti Jenő és Társai nyomda 1913. évi leltára, 238–248.

20. A litografált Szegedi Napló, 249–253.

21. A Szegedi Napló megszűnésének előzményeihez, 254–261.

22. Gyermekirodalom és irredentizmus. Füssyné Huszár Amália, 265–280.

23. Zsidók a szegedi újságírásban a húszas években. 281–290.

24. A Szeged története (1920–1925), 291–353.

25. A Montanus-per. Üzleti harc, várospolitika és sajtónyilvánosság, 354–371.

26. Juhász Gyula folyóirata, a Magyar Jövendő, 375–395.

27. Dézsi Lajos, Kner Imre és a Magyar Bibliofil Szemle, 396–423.

28. A Széphalom történetéhez, 424–429.

29. A szegedi Prometheus nyomda (1926–1935), 430–457.

30. Magyar László és Móricz Zsigmond, 458–463.

31. Önarckép – kritikákból szemelgetve. A fiatal Radnóti önértelmezéséről, 464–471.

32. Szép Szó szegedi kapcsolatainak történetéből, 472–490.

33. Az „utóvédharc” becsülete. Gáspár Zoltánról, születésének 90. évfordulóján, 490–494.
Ism.: B. T.: Lengyel András: Közkatonái a tollnak. Ünnepi Könyvhét – Szeged – 1999. A Dél-Alföld melléklete, 1999. jún. 3. 5.

Valachi Anna: Boszorkányos híre kelt Szeged városának. Kuriózumok Lengyel András szegedi sajtótörténetében. Népszava, 1999. szept. 13. 11.

Marjanucz László: A Város másfél évszázada újságoldalakon. Lengyel András szegedi sajtótörténete. Szeged, 1999/9.. 23–25.

Bodri Ferenc: Lengyel András: „Közkatonái a tollnak” Magyar Tudomány, 2000/1. 123–124.

Buzinkay Géza: Lengyel András: „Közkatonái a tollnak…” Vázlatok Szeged sajtótörténetéhez. MKsz, 2000/1. 107–108.
- 353. „…neve mellé deleaturt írt a halál”. Egy Móra-toposzról. Szeged, 1999. 7. sz. 82.
- 354. A filozófiai kultúra „segédmunkása”. Beszélgetés Laczkó Sándorral, a Magyar Filozófiai Társaság főtitkárával. Szeged, 1999. 8. sz. 39–44.
- 355. „…az emlék, amelyet egy műveltség ellenállása jelent a világban”. Lőrinczy Huba: Búcsú a kultúrától. [Ism.] Életünk, 1999. 10. sz. 941–944.
- 356. A „Totem és tabu” magyar fordítója: Pártos Zoltán. Szegedi Műhely, 1999. 1–4. sz. 1–13. Freud könyvének tolmácsolójáról.
- 357. A modern médiaszemélyiség. Az újságíró Móra. Irodalomismeret, 1999. 3–4. sz. 152–155. Kötetben: 456/5.
- 358. Búcsú Tasi Józseftől. Irodalomismeret, 1999. 3–4. sz. 190.
- 359. Tasi József (1939–1999). ItK, 1999. 5–6. sz. 751–753.
- 360. Az „élhető” város. Szeged, 1999. 12. sz. 147–148. Vallomás Szegedről, az itt élésről.

### 2000
- 361. Bencsik Béla szegedi habilitációja. In: Történeti Tanulmányok 3. Szerk.: Zombori István. Szeged, 2000. MFM. 257–272. Függeléke.: Bencsik Béla: A megismeréselmélet és az ismeretlogika tárgykörből való előadások tervezete. – Halasy-Nagy József „véleményes jelentése”.
- 362. A „posztmodern” Móra. Forrás, 2000. 1. sz. 67–71. Móra Ferenc A festő halála c. regényéről. Kötetben: 456/6.
- 363. Az első száz. Polner Zoltán interjúkönyve. [Ism.] Szeged, 2000. 1. sz. 41–42.
- 364. József Attila exisztencia-fogalmáról. Műhely, 2000. 1. sz. 50–58. Kötetben: 455/3.
- 365. Kísérlet egy József Attila-töredék datálására. Új Forrás, 2000. 5. sz. 48–56. Kötetben: 513/17.
- 366. A Délmagyarország és írói. Dm, 2000. máj. 20. DM-Évforduló IV.
- 367. Az igazság-paradigma megrendülése. Kosztolányi beállítódásának egyik eleméről. Forrás, 2000. 5. sz. 78–88. Kötetben: 373/8.
- 368. Genézis és kompozíció viszonya az Esti Kornélban. Kosztolányi kísérlete az én-integritás bomlásának kompenzálására. Forrás, 2000. 6. sz. 49–62. Kötetben: 373/9.
- 369. Egy-két szó a fikció referencialitásáról = In: Szegedtől Szegedig. Antológia. 2000. Szerk.: Simai Mihály. Szeged, 2000. Bába K. 293–298. Kötetben: 373/1.
- 370. Egy szegedi mártír-költő: Perkátai László. Szeged, 2000. 7. sz. 16–18.
- 371. „Az igazságok sorsa ez: születnek, hogy megfeszíttessenek.” Tömörkény István: Hétről hétre. Publicisztikai írások, 1894–98. [Ism.] Holmi, 2000/8. 1015–1020. Újraközölve: In: 457: 47–58. A Péter László szerkesztésében megjelent kötetről
- 372. Maszk és (költő)szerep. Kosztolányi Dezső szerepértelmezéséről. Tiszatáj, 2000. 10. sz. 77–89. Kötetben: 373/4.
- 373. Játék és valóság közt. Kosztolányi-tanulmányok. Szeged, 2000, [Tiszatáj Alapítvány]. 241 p.

Tartalma:

1. Egy-két szó a fikció referencialitásáról, 7–13.

2. „Arcodról a festék nem mosódik le”. A levélíró Kosztolányi, 15–53.

3. „Csillogó felületek gyöngyhalásza.” Kosztolányi Dezső nietzschei „vázgondolatai”, 54–99.

4. Maszk és (költő)szerep. Kosztolányi Dezső szerepértelmezéséről, 100–122.

5. Miért gyilkolt Édes Anna? A mélylélektan és a metafizika összekapcsolódása mint regényszervező elv, 123–143.

6. Kosztolányi, Hollós István és a nyelv pszichoanalitikus fölfogása, 144–163.

7. Nietzsche, Freud, Kosztolányi. Az én-integritás bomlásának gondolkodástörténetéhez, 164–189.

8. Az igazság-paradigma megrendülése. Kosztolányi beállítódásának egyik eleméről, 190–211.

9. Genézis és kompozíció viszonya az Esti Kornélban. Kosztolányi kísérlete az én-integritás bomlásának kompenzálására, 212–238.
Ism.: Kákonyi Péter [Szepesi Attila]: Gondolkodástörténet játék és valóság közt. Lengyel András Kosztolányi-tanulmányai a Tiszatáj-könyvek között. MNemz, 2001. jan. 3. 15.

Komálovics Zoltán: Kosztolányi arcai. Lengyel András: Kosztolányi c. könyvéről. In.: Műhely, 2001/3. – Mikola Gyöngyi: A kor hőse. Széljegyzetek Lengyel András Kosztolányi-tanulmányaihoz. Üzenet, 2001. márc.–ápr.

Rónay László: Változatok Kosztolányira. Vigilia, 2001/3. 234–235.

Séták a Kosztolányi-fikciók erdejében. Lengyel András: Játék és valóság között. Kosztolányi tanulmányok. Műhely, 2001/4. 81–83.

Füzi László: Álarcok mögött. ÚjKpiac, 2001/4. 17. 

Kálmán C. György: Ex Libris. És, 2001. jún. 1. 23.

Dési Ábel: Egy új Kosztolányi. 7 Nap, 2001. júl. 11. 18.

Tandori Dezső: Kikezdhetetlen? Literatúrfilozófiai kezdemények Kosztolányi kapcsán. Tiszatáj, 2001. 8. sz. 60–66.

Márfai Molnár László: A referencialitás szövege. Életünk, 2001/9. 821–824.

Miltényi Tibor: Megjegyzések egy Kosztolányi-kötethez. Új Forrás, 2001/10. 59–61.
- 374. Tömörkény Mikszáth-képe. Szeged, 2000. 11. sz. 34–36.
- 375. Ambrustól Máraiig. Hatvanéves Lőrinczy Huba, a haza felsőoktatás egyik kulcsembere. Népszava, 2000. nov. 15. 13.
- 376. Vinkler László életrajzához. Levelek hagyatékából. Szeged, 2000. 12. sz. 41–42. Aba-Novák Vilmos, Szőnyi István és Szent-Györgyi Albert leveleinek közlésével
- 377. József Attila világegész fogalmának forrásáról. Irodalomismeret, 2000. 4. sz. 24–26. Újraközölve: In: Szegedtől Szegedig 2003. Főszerk.: Simai Mihály. Szeged, 2003. Bába. 329–336.

### 2001
- 378. Irodalom- és Művészettörténeti Tanulmányok 3. Szerk.: L. A. Szeged, 2001. MFM, 240 p.
- 379. József Attila életrajzához. In: 378: 57–69. Kötetben: 513/4., 513/15. és 513/24.
- 380. Sz. Szigethy Vilmos: Békefi Antal. In: 378: 164–169. Bevezetés és szövegközlés
- 381. Ferenczi Sándor elfelejtett írásai. Thalassa, 2001. 1. sz. 142–145. Bevezetés és szövegközlés
- 382. Szondi Lipót három levele. Thalassa, 2001. 1. sz. 146–150. Bevezetés és szövegközlés
- 383. „…játszani is engedd, szép, komoly fiadat”. Szeged, 2001. 1. sz. 14–15. Válasz a lap körkérdésére.
- 384. A Tömörkény-kutatás néhány kérdése. A 75 esztendős Péter Lászlónak. Szeged, 2001. 1. sz. 23–24.
- 385. A pszichoanalitikus gyakorlat – a páciens szemszögéből. Németh Andor és Rapaport Samu. Kortárs, 2001. 2–3. sz. 65–71. Újraközölve: In: A kékpúpú teve hátán. Németh Andor idézése. Szerk.: Tverdota György. Bp., 2004. 85–96. Kötetben: 505/8.
- 386. Horger Antal és íróbarátai. Az „egyetem fura ura” portréjához. Szeged, 2001. 5. sz. 36–38. Móra Ferenc, Juhász Gyula, Kosztolányi Dezső, stb…
- 387. Szerb Antal újraképesítési ügye. In: Szegedtől Szegedig. Antológia. 2001. Főszerk.: Simai Mihály. Szeged, 2001. Bába. 263–268.
- 388. A dedikáció-kutatás lehetőségei. Irodalomismeret, 2001. 1–2. sz. 67–71.
- 389. Egy Pardon-cikk s utóélete. A publicista Kosztolányi portréjához. Magyar Média, 2001. 2. sz. 5–15.
- 390. „…megöli a rézkígyót is”. Egy névtelen Tömörkény-cikk azonosításához. Szeged, 2001. 10. sz. 48–49.
- 391. Egy unikális József Attila-kötet. MKsz, 2001. 3. sz. 366–370. Kötetben: 513/5.
- 392. A centenáriumi Márai-konferencia „actái”. „Este nyolckor születtem…” Hommage á Márai Sándor. Műhely, 2001. 3. sz. 23–24.
- 393. Az „első fájdalomra eszmélő ember”. József Attila freudo-marxizmusának kérdéséhez. Forrás, 2001. 10. sz. 86–94. Kötetben: 455/14.
- 394. József Attila filozófiai tájékozódása és Halasy-Nagy József. Szeged, 2001. 12. sz. 49–50. Újraközölve: In: Tanulmányok Halasy-Nagy József filozófiájáról. Szerk.: Szabó Tibor. Szeged, 2004. 135–141. Kötetben: 455/5.
- 395. József Attila önlét terminusáról. It, 2001. 4. sz. 611–623. Kötetben: 455/4.
- 396. A szegedi napilapok hírversenye a 20. század elején. MKsz, 2001. 4. sz. 476–483.

### 2002
- 397. A hagyomány szolgálatában. Történeti ismertető Szeged és Csongrád megye múzeumairól. Szerk.: L. A. Szeged, 2002, MFM, 267 p. – Ism. Nagy István: Szülőföldünk történetének kincsestárai. Szeged és Csongrád megye múzeumainak története. Szeged, 2003. 6–7. sz. 116–120.
- 398. Az irodalomtörténeti gyűjtemény. In: 397: 129–135. Újraközölve: In: A Móra Ferenc Múzeum 125 éve. Szerk.: Zombori István. Szeged, 2008. MFM. 61–63.
- 399. Perkátai László összegyűjtött írásai 1. Versek. Szerk.: L. A. Szeged, 2002, Bába. 149 p. L. A. előszavával: 9–16.
- 400. Perkátai László összegyűjtött írásai 2. Tanulmányok, cikkek, kritikák. Szerk.: L. A. Szeged, 2002, Bába. 120 p. L. A. utószavával: 113–115.
- 401. Tasi József: Szilánkok. Válogatott cikkek, tanulmányok. Szerk.: L. A. Bp., 2002, PIM. 292 p. L. A. előszavával: Előszó. Avagy a filológus dicsérete, 5–8.
- 402. [Önéletrajz:] In: Hét ablak világít… Húszéves a barátságátömlesztő népfőiskola Zsombón. Szerk.: Horváth Dezső, Tóth Károly, Tari Gellért. Zsombó, 2002, Önkormányzat. 59–60.
- 403. Válaszok Adyról. In: Távolról a Mostba. Vallomások Ady Endréről. Szerk.: Vezér Erzsébet és Maróti István. Bp., 2002. 39–42.
- 404. „Mindig csak a bor hozta meg a hangulatot.” A „bo-hém” Tömörkény. In: Dömötör János emlékkönyv. Szerk.: Nagy Vera. Hmvhely, 2002. 175–182.
- 405. Töredékes jegyzetlapok. Szeged, 2002. 1. sz. 28–29.
- 406. A polgár-éthosz és a „gavallér-világnézet” ütközése. Tömörkény István „lovagias ügyei”. Tiszatáj, 2002. 3. 61–70. Újraközölve: In: 457: 60–77.
- 407. A Szegedi Napló hirdetési díjszabása (1908). MKsz, 2002. 1. sz. 86–89.
- 408. Buday György emlékezete. Összeállításunk elé. Szeged, 2002. 4. sz. 22–35. Az összeállítást is gyűjtötte és szerkesztette: L. A.
- 409. Alkat és mű. Füzi László Németh László-könyvéről. [Ism.] Jelenkor, 2002. 4. sz. 440–444.
- 410. „És egyszerre Itália lett a lusta, magyar város.” Kaffka Margit és Szeged. Szeged, 2002. 6. sz. 20–25.
- 411. A jubiláns. Szuromi Pál 60 éves. Születésnapi Lap, 2002. szept. 1. 3.
- 412. A „korszerűtlen” Illyés. Forrás, 2002. 11. sz. 26–33. Újraközölve: In: Csak az igazat. Tanulmányok Illyés Gyula születésének centenáriumán. Szerk.: Görömbei András. Bp., 2003. Kortárs. 53–63.
- 413. Kosztolányi a Dóm téren. Dm, 2002. nov. 25. Mell. II. Kosztolányi egy 1934-es szegedi látogatásáról.
- 414. József Attila, Rátz Kálmán és „A nemzeti szocializmus”. Forrás, 2002. 12. sz. 96–124. Kötetben: 455/9.
- 415. A regruta Tömörkény búcsúztatása. Szegedi Műhely, 2002. 3–4. sz. 173–177.

### 2003
- 416. Ének a szegénységről. In memoriam Móra Ferenc. Összeáll., szerk.: L. A. Bp., 2003. Nap Kiadó. 307 p.
- 417. Michael Polanyi’s letters to Egon Orowan. In: Történeti Tanulmányok. 6. Szerk.: Zombori István. Szeged, 2003, MFM, 269–278. Ifj. Lengyel Andrással.
- 418. Világkép és regényvilág. Lőrinczy Huba Márai-tanulmányairól. [Ism.] Műhely, 2003. 1. sz. 63–65.
- 419. „…s én megkerültem érte a világot”. Az abszolutum problémája József Attilánál. Tiszatáj, 2003/4. 94–102. Újraközölve: In: Véges végtelen. Isten-élmény és Isten-hiány a XX. századi magyar költészetben. Szerk.: Finta Gábor és Sipos Lajos. Bp., [2006]. 79–93. Kötetben: 455/2.
- 420. Az „Ihlet és nemzet”. József Attila nemzetfogalmáról. Új Forrás, 2003/5. 31–39. A cím a folyóiratban szerkesztői tévedésből módosult. Kötetben: 455/6.
- 421. A Szeged-kutatás alapos ismerője. Löw Immanuel a „Szeged és Népe” kéziratáról. Szeged, 2003. 6–7. sz. 63–64.
- 422. Egy „Szegedi irodalmi kiskönyvtár” terve. Szeged, 2003. 6–7. sz. 108–109.
- 423. Egy újabb kötet József Attila könyvtárából. Irodalomismeret, 2003. 2. sz. 56–57.
- 424. József Attila „művészetbölcseleti és kritikai kísérleti praktikuma”. Műhely, 2003. 2. sz. 38–46. Kötetben: 455/7.
- 425. A pszichoanalízis mint „az Ödipusz vallás theológiája”. Az úgynevezett Rapaport-levelek egyik értekező betétjéről. Thalassa, 2003. 2–3. sz. 37–48. Újraközölve: In: Testet öltött érv. Az értekező József At-tila. Szerk.: Tverdota György, Veres András. Bp., 2003. Balassi. 119–129. Kötetben: 455/11.
- 426. Barta István portréjához. Nagy Lajos négy dedikációja. Irodalomismeret, 2003. 3. sz. 107–108.
- 427. Gozsdu Elek és Szeged. Szeged, 2003. 9. sz. 121–123.
- 428. A szerzőről és kéziratáról Tekintet, 2003. 5. sz. 3–33. Bevezető Tóth Béla „Egy torz dráma lázálma” c. emlékezéséhez; szövegközléssel.
- 429. A József Attila-életrajz kutatásának néhány kérdése. Forrás, 2003. 12. sz. 7–26.
- 430. Nagy Lajos emlékezése elé. Forrás, 2003. 12. sz. 51. Nagy Lajos József Attiláról című írásának közlésével.
- 431. Kiss Ferenc József Attila-gyűjteményéből. Forrás, 2003. 12. sz. 87.
- 432. A folyamat rajza. Tverdota György: József Attila. [Ism.] Forrás, 2003. 12. sz. 88–90. Jászberényi Lehel néven.

### 2004
- 433. Irodalom- és Művészettörténeti Tanulmányok 4. Szerk.: L. A. Szeged, 2004. MFM, 318 p.
- 434. A bibliofil Szalay József. In: 433: 83–99. [Klny is.]
- 435. A „Pelargos” és társai. Tömörkény István álneveiről. In: 433: 150–151.
- 436. József Attila ismeretlen vásárhelyi alkalmi verse. In: 433: 158–164. Kötetben: 513/16.
- 437. József Attila „kedves, fiatal professzora”. Tóth Béla (1897–1958). In: Történeti Tanulmányok 7. Szerk.: Zombori István. Szeged, 2004. MFM. 285–313. [Klny is.]
- 438. „Tengerben és egekben élek” Egy József Attila-metafora háttere. In: „Szabad ötletek...” Szőke György tiszteletére barátaitól és tanítványaitól. Szerk.: Kabdebó Lóránt, Ruttkay Helga, Szabóné Huszárik Mária. Miskolc, [2004]. 78–86. Kötetben: 513/22.
- 439. Ahova Isten a kenyerünket lerakta. Egy sorsmetafora irodalmi útja. Szeged, 2004. 1. sz. 18–19. Móra Ferencről, Tömörkény Istvánról és Mikes Kelemenről. Kötetben: 456/10.
- 440. Egy szegedi fotográfus ébresztése. Bäck Manci fotóalbuma. [Ism.] Szeged, 2004. 2. sz. 38–40.
- 441. Az olvasó szerepe a költészetben. A kései József Attila egyik megfontolásáról. Korunk, 2004. 4. sz. 67–77. Kötetben: 455/13.
- 442. A forradalmak „furcsa párosa”. Móra Ferenc és Zadravetz István. Holmi, 2004. 6. sz. 667–679. Kötetben: 456/4
- 443. Móra, Supka és a Világ. Szeged, 2004. 6. sz. 10. Supka Géza levelének közlésével. Kötetben: 456/3.
- 444. A siker szorításában. Móra díszdoktorátusa. Szeged, 2004. 7. sz. 2–7. A folyóiratban a szerkesztő által megcsonkított változat jelent meg. Kötetben: 456/9.
- 445. Kner Imre Mórának készített „Privatdruck”-jai. Tiszatáj, 2004. 7. sz. 75–83. Kötetben: 456/7.
- 446. A szabadkőműves Móra. Forrás, 2004. 7–8. sz. 50–76. Kötetben: 456/2.
- 447. „Szeged hírét messzire viszi”. Száz éve született Bálint Sándor néprajztudós. Népszab, 2004. júl. 31. 11.
- 448. A Szegedi Fiatalok mozgalma és Bálint Sándor. Tisza-táj, 2004. 8. sz. 57–68.
- 449. Ilia. Írások 70. születésnapjára. Szerk.: L. A., Füzi László. Szeged, 2004, Bába Kiadó. 335 p. – Ism.: Árpás Károly: Az egyetemes magyarság szolgálatában. Az Ilia-jelenség visszfényéről. Szeged, 2004. dec. 29–30. – Gáspár György: Ilia ’70. Új Könyvpiac, 2005. jan.–febr. 28.
- 450. A „nadornyik” József Attila. In: 449: 259–276. Kötetben: 456/8.
- 451. József Attila ismeretlen fiatalkori verse. Új Dunatáj, 2004. 3. sz. 32–36. Kötetben: 513/6.
- 452. Kosztolányi Dezső 1935. évi „összegyűjtött költeményei”-nek keletkezéstörténetéhez. Irodalomismeret, 2004. 3. sz. 110–112. Füst Milán szerkesztési segítségéről.
- 453. Tömörkény István írásainak bibliográfiai számbavételéhez. Szeged, 2004. 11. sz. 13–14.
- 454. Aki a városról beszél, róla is szól. Szeged, 2004. 12. sz. 22. A nyolcvanéves Tóth Béláról.

### 2005
- 455. „…gondja kél a gondolatban”. Az értekező József Attiláról. Szeged, 2005. Tiszatáj Alapítvány. 273 p.

Tartalom:

1. Előszó, 7–15.

2. „…s én megkerültem érte a világot”. Az abszolutum problémája József Attilánál, 16–30.

3. József Attila exisztencia-fogalmáról, 31–52.

4. József Attila önlét terminusáról, 53–69.

5. József Attila filozófiai tájékozódása és Halasy-Nagy József, 70–76.

6. Az „Ihlet és nemzet” nemzet-fogalmáról, 77–88.

7. József Attila „művészetbölcseleti és kritikai kísérleti praktikuma”, 89–111.

8. A „nadornyik” József Attila, 112–132.

9. József Attila, Rátz Kálmán és „A nemzeti szocializmus”, 133–182.

10. Még egyszer József Attila 1933-as kisiklásáról, 183–193.

11. A pszichoanalízis mint „az Ödipusz vallás theológiája”. Az úgynevezett Rapaport-levelek egyik értekező betétjéről, 194–206.

12. A szocializmus mint „emberi öntudat”. József Attila kísérlete a szocializmus filozófiai újraalapozására, 207–233.

13. Az olvasó szerepe a költészetben. A kései József Attila egyik megfontolásáról, 234–249

14. Az „első fájdalomra eszmélő ember”. József Attila freudomarxizmusának kérdéséhez, 250–265.
Ism.: Füzi László: A gondolat súlya. Tiszatáj, 2005/4. 143–146.

Gajdó Ágnes: Ex Libris. És, 2005. júl. 29. 23.

Árpás Károly: Szögedi könyvszemle, avagy az olvasói hagyományok föltámasztása. Szeged, 2005/6-7. 38–41.

Vasy Géza: Kortársunk: József Attila. A centenáriumi év könyvei. Új Kpiac, 2005/12. 8.

Nyerges András: Ex Libris. És, 2006. febr. 3. 25.

Tverdota György: „Ne gondolj a gonddal” Holmi, 2006/9. 1248–1254.

Agárdi Péter: „Meglett” könyv az értekező József Attiláról. Forrás, 2006/11. 119–126.

Bíró Béla: Egy igazabb József Attila. Új Dunatáj, 2006/4. 56–61.

N. Horváth Béla: József Attila, az értekező. Jelenkor, 2007/2. 228–232.

Fuchs Anna: Lengyel András: „…gondja kél a gondolatban” Tiszatáj, 2007/6. 124–128.
- 456. A „másik” Móra. Szeged, 2005, Bába Kiadó. 153 p.

Tartalom:

1. Előszó, 7–8.

2. A szabadkőműves Móra, 9–51.

3. Móra, Supka és a Világ, 52–53.

4. A forradalmak „furcsa párosa”. Móra Ferenc és Zadravetz István, 54–71.

5. A modern médiaszemélyiség. Az újságíró Móra, 72–78.

6. A „posztmodern” Móra, 79–87.

7. Kner Imre Mórának készített „Privatdruck”-jai, 88–100.

8. A földvári boldog nyár. Móra utolsó szerelme, 101–115.

9. A siker szorításában. Móra díszdoktorátusa, 116–141.

10. Ahova Isten a kenyerünket lerakta. Egy sorsmetafora irodalmi útja, 142–148.

Ism.: Móra Ferenc, a szabadkőműves médiaszemélyiség. Múlt-kor. Történeti portál, 2005. március 3. Múlt-kor, történelmi portál

Lengyel András új könyve a „másik” Móráról. SzEgy, 2005. márc. 7. 11. 

Könyv a másik Móráról. Népújság (Maros megye) 2005. márc. 19.

Pölös Zsófia: A szelíd destruktív. Beszélgetés Lengyel Andrással A „másik” Móra című könyve bemutatója alkalmából. SzEgy, 2005. márc. 21. 11. [Fényképpel.]

Árpás Károly: Szögedi könyvszemle, avagy az olvasói hagyományok föltámasztása. Szeged, 2005/6-7. 38–41.

Horváth Dezső: Jó kis csörte, ugyanazon a páston. Szeged, 2005/6–7. 42–44.

Péter László: Lengyel András: A „másik” Móra. Tiszatáj, 2005/12. 94–99.

Buda Attila: Lengyel András: A „másik” Móra. Szépirodalmi Figyelő, 2005/5. 105–107.
- 457. Hajnali sötétben. In memoriam Tömörkény István. Összeáll. vál., szerk. L. A. [Bp., 2005], Nap Kiadó. 366 p. [4 t.]
- 458. Előszó. In: Péter László: József Attila Szegeden. Szeged, 2005. Bába. 7–9.
- 459. Ferenczi Sándor elfelejtett írása elé. Thalassa, 2005. 1. sz. 116. Ferenczi Sándor Magatartástan írásának közlésével: 117–118.
- 460. Kultusz és emlékezettörlés. 125 éve született Móra Ferenc, és 80 év után először jelent meg csonkítatlanul a Hannibál feltámasztása című regénye. taní-tani, 2004/2005. 1–2. sz. 74–77. Az írás alcíme a szerkesztőtől való. A szerző intenciói szerinti alcímmel újraközölve: Kultusz és emlékezettörlés. A Hannibál feltámasztása margójára. In: Szegedtől Szegedig Antológia. 2005. Főszerk.: Veszelka Attila. Szeged, 2005. Bába. 277–281.
- 461. József Attila három dedikációja. Könyvhét, 2005. 5–6. sz. 112. Kötetben: 513/13.
- 462. Egy nem Szegeden élő szegedi. Szeged, 2005. 3. sz. 35. Az ötvenéves Füzi László köszöntése
- 463. A Nincsen apám se anyám kötet ősváltozatának töredéke. Forrás, 2005. 4. 3–20. Kötetben: 513/9.
- 464. A doktorandusz József Attila. Forrás, 2005. 4. sz. 62–63. Kötetben: 513/10.
- 465. Megújulás vagy deformáció és bomlás? A József Attila-irodalom áttekintése. Holmi, 2005. 4. sz. 474–493. Kötetben: 513/2.
- 466. „…íme a költő, aki indul magasba és mélybe”. Juhász Gyula, József Attila és a „provincia”. Sze-ged, 2005. 4–5. sz. 4–13. Újraközölve: In: 524: 174–209. Kötetben: 513/3.
- 467. A Sólyom Janka-epizód. Egy József Attila-rögtönzés tanulságai. Tiszatáj, 2005. 4. sz. 81–85. Kötetben: 513/23.
- 468. A „kormányozható impasszibilitás”. Ignotus és Márai vitája Kosztolányiról. Híd (Újvidék), 2005. 9. sz. 18–35.
- 469. „…szólj, Szokrates, van értelme még?” Hamvas Béla filozófia-képe. Forrás, 2005. 10. sz. 87–100. Újraközölve: In: Az év esszéi 2006. Antológia. Szerk.: Ekler Andrea, Rosonczy Ildikó. Bp., 2006. Magyar Nap-ló. 19–37. Kötetben: 554/15.
- 470. József Attila-adalékok. Irodalomismeret, 2005. 4. sz. 10–15. Kötetben: 513/14.
- 471. Csé, avagy Csillagtalan László. Cs. Szabó László nevének első tagjáról. Forrás, 2005. 11. sz. 10–12.
- 472. A gyűjtő. Nagy Ádám hatvanéves. Szeged, 2005. 11–12. sz. 49.

### 2006
- 473. [A Móra Ferenc Múzeum nyomdászattörténeti darabjairól] Magyar Grafika, 2006. jubileumi szám, 164.
- 474. A Szeged-kutatás doyenje. Szeged, 2006. 1. sz. 20. A nyolcvanéves Péter László köszöntése.
- 475. Az emigráció jegyében. Lőrinczy Huba Márai-könyvé-ről. [Ism.] Műhely, 2006. 1. sz. 60–62.
- 476. Tom Okain. Egy Móra-tárca keletkezéstörténete. Szeged, 2006. 7–8. sz. 46–47.
- 477. A szóértés reménye nélkül. Egy József Attila-konfe-rencia tanulságai. Forrás, 2006. 9. sz. 92–100. Vita Kulcsár-Szabó Ernő nézeteivel.
- 478. József Attila iratainak fotóreprodukciós kiadása. „És ámulok, hogy elmúlok.” József Attila-iratok. Bp., 2005, PIM. [Ism.] Holmi, 2006. 9. sz. 1254–1257.
- 479. A „nagy viadal”. Egy Kosztolányi-cikk és tanulságai. Tiszatáj, 2006. 9. sz. 41–46. Kosztolányi Dezső Tehetség és fürgeség című cikkének közreadásával.
- 480. Hagyománytörés és önalakítás. A szubjektum önmeghatározása egy korai Radnóti-versben. Műhely, 2006. 5. sz. 67–69.
- 481. Hatvany Lajos Pesti Naplója (1917–1919) 1. rész. MKsz, 2006. 3. sz. 338–359. Folytatása: 486.
- 482. Egy régi-új könyv esélyei. Bori Imre: József Attila költészete. [Ism.] Híd (Újvidék), 2006. 10. sz. 124–129.
- 483. Kosztolányi-dubiózák. Forrás, 2006. 11. sz. 91–113. Tizenhét, a Pesti Naplóban (1917–1919) megjelent Kosztolányi-cikk közreadásával.
- 484. Az Apostol-ügy. Egy 1920. őszi Kosztolányi-cikk sorsa. Holmi, 2006. 11. sz. 1511–1520. Kosztolányi Dezső, Móra Ferenc és Várossy Gyula „ügyéről”. Kosztolányi Apostol – felülfizetéssel c. névtelen cikkének közreadásával.
- 485. Braun Róbert és Szeged. Szeged, 2006. 10–12. sz. 30–32.
- 486. Hatvany Lajos Pesti Naplója (1917–1919) 2. rész. MKsz, 2006. 4. sz. 444–463. Első része: 481.

### 2007
- 487. Múzeum a Tisza partján. Ismertető a szegedi Móra Ferenc Múzeumról. Szeged, 2007, MFM. 42 p.
- 488. Museum on the bank of the river Tisza. Guide to Móra Ferenc Museum in Szeged. Szeged, 2007, MFM. 42 p. Az előző tétel angolul. Transl. by Endre Fischer
- 489. Museum an der Theiss. Vorstellung des Móra-Ferenc-Museums in Szeged. Szeged, 2007, MFM. 42 p. Az előző tétel németül. Übers. von Anna Talpai-Kremser
- 490. Móra, a tárcaíró. In: Az ezerarcú Móra Ferenc. Szerk.: Balogh Csilla. Szeged, 2007, MFM. 11–15.
- 491. Köszöntés helyett. In: HatVan. Tandi Lajos köszöntése. Szerk.: Békési Imre. Szeged, 2007. Bába Kiadó. 192–193.
- 492. Tóth Béla: Tiszajárás. [Ism.] Tiszatáj, 2006. 3. sz. 108–110. Hozzászólás: Polner Zoltán: Ki korszerű és ki nem?! Egy kritika recenziója. Szegedi Szépírás, 2007/5. 4.
- 493. József Attila verseinek új kritikai kiadása. [Ism.] Holmi, 2007. 3. sz. 379–382. Stoll Béla munkájáról.
- 494. A Pesti Napló „miniatűr” Londesz Elek-száma. MKsz 2007. 2. sz. 241.
- 495. Kafka vonzásában. Németh Andor érdeklődésének egyik irányáról. Tiszatáj, 2004. 4. sz. 61–70. Kötetben: 505/12.
- 496. „…a felejtés iszaprétegei alól” A centenáriumi Buday-év. Szeged, 2007. 5. sz. 26–29. Buday Györgyről.
- 497. A „szükséges véletlen” A Hegel, Marx, Freud margójára. Tiszatáj, 2007. 6. sz. 72–82. József Attila tanulmányáról, Tverdota György hasonló témájú dolgozatával (Hegel öröksége és JA. Uo. 57–63.) polemizálva.
- 498. Az inspirátor. Németh Andor, József Attila és az ún. tiszta költészet. In: Szegedtől Szegedig. Antológia. Főszerk.: Kiss Ernő. Szeged, 2007. Bába. 350–367. Kötetben: 505/6.
- 499. Az úgynevezett ál-Az Est. Egy magyar médiacsata története. Forrás, 2007. 7–8. sz. 106–122. Egy antiszemita sajtótermékről.
- 500. Zeusz is halandó. Emléksorok Csaplár Ferencről. Szeged, 2007. 7–8. sz. 70–71. Hozzátartozik: Levél Tandi Lajosnak 2007. szept. 12. keltezéssel, melyben L. A. bejelenti kilépését a szerkesz-tőbizottságból, mert a főszerkesztő átírta a Csaplár-nekrológ címét. Szeged, 2007/9. 1.
- 501. A műtárgyfotós jutalomjátéka. Dömötör Mihály fotóiról. Tiszatáj, 2007. 10. sz. 117–120.
- 502. „…a vulkánló Európa hátán”. Németh Andor, a berlini tudósító. Forrás, 2007. 10. sz. 60–79. Kötetben: 505/3.
- 503. A Kosztolányi-életmű kritikai kiadásának néhány előzetes kérdése. Híd, 2007. 10. sz. 76–85. Újvidék.
- 504. A vidéki politikai napilapok példányszámai. MKsz, 2007. 3. sz. 379–392.
- 505. A törvény és az üdv metszéspontjában. Tanulmányok Németh Andorról. Bp., 2007. Nap Kiadó. 284 p.

Tartalma:

1. Előszó, 5–14.

2. Celldömölktől Bécsig. Németh Andor „hosszú” indulása, 15–55.

3. „…a vulkánló Európa hátán” Németh Andor, a berlini tudósító, 56–89.

4. „…hogy legyen népe legalább”. Németh Andor identitásának kérdéséhez, 90–112.

5. Filozófiai megfontolások Németh Andor irodalomfölfogásában, 113–135.

6. Az inspirátor. Németh Andor, József Attila és az úgynevezett tiszta költészet, 136–153.

7. „És a mondatok szétszóródtak, mint a füst”. Németh Andor verseinek poétikai alkatáról, 154–177.

8. Németh Andor és analitikusa. A pszichoanalitikus gyakorlat – a páciens szemszögéből, 178–190.

9. Németh Andor, Koestler Artúr, József Attila. A találkozások csomópontja: 1933 nyara, 191–208.

10. „…hogy pózától eltakart embersége felszabaduljon”. Németh Andor Kosztolányi-képe, 209–235.

11 A zsidóság „családi hagyománya” és Németh Andor, 236–250.

12. Kafka vonzásában. Németh Andor érdeklődésének egyik irányáról, 251–265.

13. Az önéletíró Németh Andor, 266–282.
Ism.: Murányi Gábor: Irodalmi mámor. Könyvhét, 2008. márc. 152.

Gajdó Ágnes: Igazi író. És, 2008. ápr. 30. 27.

Balázs Imre József: A Kassák Lajos – Németh Andor koalíció lenyomatai. (Társas esztétikák rovat. Standeisky Éva: Kassák, az ember és a közszereplő; Lengyel András: A törvény és az üdv metszéspontjában) Korunk, 2009. ápr. 95–98.

Sipos Lajos: Lengyel András két könyvéről. (József Attiláról. Életrajzi aprólékok; A törvény és az üdv metszéspontjában. Tanulmányok Németh Andorról.) Tiszatáj, 2009. 7. sz. 95–98.
- 506. A „Vérző Magyarország”. Kosztolányi Dezső irredenta antológiájáról. Literatura, 2007. 4. sz. 399–424.

### 2008
- 507. A Szegedi Népszava „gleichschaltolása”(1948). In: Történeti Tanulmányok 10. Szerk.: Zombori István. Szeged, 2007 [2008], MFM. 241–255. Klny. is.
- 508. Lőrinczy Huba halálára. Műhely, 2008. 1. sz. 63–66.
- 509. A vásárhelyi „42 hónap”. És, 2008. ápr. 4. 13. Glossza, -el –ás szignóval. József Attiláról.
- 510. Sipos Jóskáról, „lassan, tűnődve”. Születésnapi Lap, 2008. ápr. 6. 10. Sipos József hatvanadik születésnapjára.
- 511. Juhász Gyula, Zalai Béla és „a válasz metafizikája”. A 20. század eleji „irodalmi forrongás” gondolkodástörténetéhez. Forrás, 2008. 6. sz. 82–65. Újraközölve: In: 524: 29–52. Kötetben: 554/5.
- 512. Az „esernyőjét elhagyó öreg tanár” és József Attila. Forrás, 2008. 6. sz. 106–114. Kötetben: 513/11.
- 513. József Attiláról. Életrajzi „aprólék”. Szeged, 2008, Bába Kiadó. 291 [299] p.

Tartalom:

1. Előszó, 7–9.

2. Megújulás vagy deformáció és bomlás. A József Attila-irodalom áttekintése, 10–47.

3. „…íme a költő, aki indul magasba és mélybe” Juhász Gyula, József Attila és a „provincia”, 48–89.

4. József Attila életrajzához (I), 90–95.

5. Egy unikális József Attila-kötet, 96–98.

6. József Attila ismeretlen fiatalkori verse, 99–104.

7. József Attila rejtélyes Herthája, 105–109.

8. József Attila, André Kertész és a párizsi „soirée”, 110–119.

9. A Nincsen apám se anyám kötet ősváltozatának töredéke, 120–145.

10. A doktorandusz József Attila, 146–148.

11. Az „esernyőjét elhagyó öreg tanár” és József Attila, 149–165.

12. A „megbüntetett” sikervers József Attila Pernyetáncra című verse és a Vágó Márta-szerelem sorsa, 166–189.

13. József Attila három dedikációja, 190–193.

14. József Attila-adalékok, 194–203.

15. József Attila életrajzához (II), 204–215.

16. József Attila ismeretlen vásárhelyi alkalmi verse, 216–223.

17. Kísérlet egy József Attila-töredék datálására, 224–235.

18. Rapaport Samu Juhász Gyuláról és József Attiláról, 236–239.

19. József Attila „örök barátja” Barta Istvánról, kérdőjelekkel, 240–246.

20. A Szép Szó időrendjéhez, 247–250.

21. Adalékok József Attila utolsó éveihez, 251–257.

22. „Tengerben és egekben élek”. Egy József Attila-metafora háttere, 258–271.

23. A Sólyom Janka-epizód. Egy József Attila-rögtönzés tanulságai, 272–280.

24. József Attila, Strasser István, Bartók Béla, 281–287.

25. A fölismerés pillanata. Németh Andor József Attiláról – a költő halálának másnapján, 288–289.
Ism.: [Polner Zoltán] (polner): A nagy mű kis részei. Életrajzi „aprólék” József Attiláról. Szegedi Szépírás, 2008. júl. 1. 4.

Gajdó Ágnes: Aprólékos aprólék. És, 2008. okt. 31. 26.

Sipos Lajos: Lengyel András két könyvéről. (József Attiláról. Életrajzi aprólékok; A tör-vény és az üdv metszéspontjában. Tanulmányok Németh Andorról.). Tiszatáj, 2009/7. 95–98.
- 514. Kosztolányi, Ben Blumenthal és az „idegenkörmű hódítás”. In: Szegedtől Szegedig. Antológia. 2. [köt.] Főszerk: Simai Mihály. Szeged, 2008, Bába, 399–409.
- 515. „…a dolgok értelme szétoszlik, akár a felhő” Angyalo-si Gergely: Ignotus-tanulmányok. [Ism.] Holmi, 2008. 7. sz. 962–970.
- 516. Alkotónők és alkotótársak a múlt századelőn. Borgos Anna: Portrék a Másikról. [Ism.] Műhely, 2008. 4. sz. 74–76.
- 517. Ignotus Neovojtinái és József Attila. Az alapozó költészetbölcselet forrásaihoz. Tiszatáj, 2008. 11. sz. 102–114. Kötetben: 554/10.
- 518. József Attila és Illyés – Osvát vonzásában. A marginali-tás irodalomszociológiájához. Forrás, 2008. 11. sz. 71–90. Kötetben: 554/11.
- 519. Mikor keletkezett az Illyés Gyulának című József Attila-vers? Új Forrás, 2008. 8. sz. 63–69.

### 2009
- 520. Bevezető. In: Íróportrék. Szegedi írók – írók Szegeden. Dömötör Mihály fotói. Szeged, MFM, 2008. [2009.] 4-5. A L. A. által válogatott fotókiállítás anyaga.
- 521. Egy anonim Kosztolányi-cikk azonosítása. In: Történeti tanulmányok 11. Szerk.: Zombori István. Szeged, 2008 [2009]. MFM. 243–251. Kosztolányi Dezső A magyar irodalom és az ő irodalmuk c. cikksorozatáról.
- 522. Kosztolányi „latin világossága”. Kalligram, 2009. 2. sz. 66–74. Kötetben: 554/8. Hozzászólás: Szegedy-Maszák Mihály: Lehet-e névtelen cikkeket tulajdonítani Kosztolányinak? Kalligram, 2009. 2. sz. 75–77. Lásd 523.
- 523. Kosztolányiról, avagy „művészet, érdek, politika” viszonyáról. Válasz Szegedy-Maszák Mihálynak. Kalligram, 2009. 4. sz. 92–97. Kötetben: 554/9. Előzménye: 522.
- 524. Milyen volt. In memoriam Juhász Gyula. Összeáll., szerk.: L. A. Bp., 2009. Nap Kiadó. 386 p. Ism.: Gajdó Ágnes: Jó utat. És, 2009. júl. 31.
- 525. Radnóti, Vas István és az Őszi rombolás. Tiszatáj, 2009. 5. sz. 22–29. Kötetben: 554/13.
- 526. Radnóti identitás-szerveződésének kérdéséhez. Forrás, 2009. 5. sz. 15–23. Kötetben: 554/12.
- 527. Az irodalmi történés szociológiájához. Lapok egy műhelynaplóból. Műhely, 2009. 3. sz. 48–56. Kötetben: 554/2.
- 528. A modernitás kibontakozása és törései. A magyar kultúra mélyszerkezetének átalakulása a 20. század első felében. Forrás, 2009. 7–8. sz. 35–69. Kötetben: 554/4.
- 529. A „szörny” antropológiája. Kosztolányi Dezső emberfelfogásának kérdéséhez. Híd, 2009. 7. sz. 61–72. Kötetben: 554/7. Kosztolányi A szörny című bábjátékának értelmezése.
- 530. Ilia Mihály 75 éves. Dm 2009. szept. 29. 14.
- 531. A barkochba játék eredetéhez. Iskolakultúra, 2009. 10. sz. 132–136.
- 532. A Radnóti-kutatás néhány kérdése. (Centenáriumi jegyzetek). Magyar Tudomány, 2009. 11. sz. 1361–1367. Kötetben: 554/14.
- 533. A Hét „Innen-onnan” rovatának egyik szerzői jeléről. MKsz, 2009. 4. sz. 492–495. Kiss József névtelenül megjelent cikkeinek azonosításához.
- 534. Néhány kötet Tömörkény könyvtárából. MKsz, 2009. 4. sz. 501–504.
- 535. Egy Tömörkény-kötet kiadástörténetéhez. Vízenjáró és kétkézi munkások (1902). Történeti tanulmányok 12. Szerk. Zombori István. Szeged, 2009. 395-407. Klny is.

### 2010
- 536. A négerkedő Kosztolányi. Tiszatáj, 2010. 1. sz. 85–91. Kötetben: 554/6.
- 537. „Innen-onnan”. Tiszatáj, 2010. 3. sz. 23–44. Kosztolányi Dezső A Hétben megjelent névtelen cikksorozatáról. A megjelenés előtt álló, s Kosztolányi–cikkeket közreadó kötet előszava. Újraközölve: In: 555: 5–25.
- 538. Dömötör Mihály: 60. In: Szórtfényben. Dömötör Mihály fotói Hódmezővásárhely, 2010. 4–5.
- 539. Dömötör Mihály íróportréi In: Szórtfényben. Dömötör Mihály fotói Hódmezővásárhely, 2010. 11–12.
- 540. Az író-életrajz: egy ősi forma mai lehetőségei. Újabb lapok egy műhelynaplóból. Forrás, 2010. 4. sz. 27–41. Kötetben: 554/3.
- 541. Vekerdi László halálára. Forrás, 2010. 4. sz. 88–89.
- 542. Írt-e József Attiláról Móra? Ruszoly József emlékkönyv. Acta Universitas Szegediensis. Acta Juridica et Politica. Tom. LXXIII. Szeged, 2010. 467–472. Klny is: Tom. LXXIII. Fasc. 31. Ua: Szegedtől Szegedig. Antológia 2010. 2. köt. Szeged, 2010. 508–516.
- 543. Az új Radnóti-képeskönyvről. („…az égre írj, ha minden összetört!” Radnóti Miklós és kortársai. Emlékkiállítás. Összeáll. Varga Katalin) Holmi, 2010. 7. sz. 932–934.
- 544. Alapmű, kisszeplőkkel. (T. Knotik Márta: Fényírók és fényírdák Szegeden [1859–1913]) Tiszatáj,. 2010. 8. sz. 102–104.
- 545. A Nyugat honoráriumainak kérdéséhez (1912). MKsz, 2010. 2. sz. 263–267.
- 546. Taszítások és vonzások. Ortutay Gyula és a Szegedi Fiatalok. Szeged, 2010. 6. sz. 14–16.
- 547. „A földmíves verset ír” A költő-fölfedező Kosztolányi. Tiszatáj, 2010. 9. sz. 93–97.
- 548. A kapcsolatháló mint szerkezet és médium. Műhelyjegyzetek az irodalmi történés szociológiájához. Műhely (Győr), 2010. 4. sz. 43–51.
- 549. Kosztolányi, „Dr. Florestan” és a pszichoanalítikus orientáció magyarországi kezdetei. Thalassa, 2010. 3. sz. 117–140. (Dr. Florestan = Décsi Imre.)
- 550. Világok határán. Füzi László „ikerkönyvé”-ről. Műhely (Győr) 2010. 5. sz. 70–72.
- 551. Egy s más az Új Nemzedék Pardon rovatáról. Kalligram, 2010. 6. sz. 89–99.
- 552. Kosztolányi „fekete Vénusz”-a. Híd, 2010. 11. sz. 3–14.
- 553. Kosztolányi Szovjet-Oroszország képe. Kalligram, 2010. 11. sz. 62–72.
- 554. Képzelet, írás, hatalom. Irodalom- és művelődéstörténeti tanulmányok. Szeged, 2010. Quintus. 309 p.

Tartalom:

1. Előszó, 7–12.

2. Az irodalmi történés szociológiájához. Lapok egy műhelynaplóból, 13–36.

3. Az író-életrajz: egy ősi forma mai lehetőségei. Újabb lapok egy műhelynaplóból, 37–60.

4. A modernitás kibontakozása és törései. A magyar kultúra mélyszerkezetének átalakulása a 20. század első felében), 61–116.

5. Juhász Gyula, Zalai Béla és „a válasz metafizikája”. A 20. század eleji „irodalmi forrongás” gondolkodástörténetéhez, 117–138.

6. A négerkedő Kosztolányi, 139–151.

7. A szörny antropológiája. Kosztolányi Dezső emberfelfogásának kérdéséhez, 151–164.

8. Kosztolányi „latin világossága”. Egy ideologéma rejtett összefüggései, 165–184.

9. Kosztolányiról, avagy „művészet, érdek, politika” viszonyáról. Válasz Szegedy-Maszák Mihálynak, 185–200.

10. Ignotus Neovojtinái és József Attila. Az alapozó költészetbölcselet forrásaihoz, 201–220.

11. József Attila és Illyés – Osvát vonzásában. A marginalitás irodalomszociológiájához, 221–253.

12. Radnóti identitás-szerveződésének kérdéséhez, 253–264.

13. Radnóti, Vas István és az Őszi rombolás. Adalék a Szegedi Fiatalok könyvkiadói tevékenységéhez, 265–276.

14. A Radnóti-kutatás néhány kérdése, 277–286.

15. „…szólj, Szokrates, van értelme még?” Hamvas Béla filozófia-képe, 287–308.
Ism.: Füzi László: Az írás és a hatalom körül. Új Könyv-piac, 2010. 9. sz. 19.

Gajdó Ágnes: Véresen komoly. És, 2010. nov. 12.

Juhász Attila: „Egyetemeink” (Lengyel András: Képzelet, írás, hatalom.) Műhely [Győr], 2011. 2. sz. 74–77.
- 555. Kosztolányi Dezső: Innen-Onnan. Cikkek A Hétből (1908–1916). Összeáll., szerk., bev. L. A. Bp. Napkiadó, 2010. 264 p.
- 556. A Móra Ferenc Múzeum Évkönyve Irodalom- és Művészettörténeti Tanulmányok / Studia Historiae Literarum et Artium 5. Szerk. L. A. Szeged, MFM és Bába Kiadó. 2010. 229 p. – Ism.: Murányi Gábor: A bíbelődés dicsérete. Könyvhét, 2011. május, XV. évf. 9–10. sz. 237. – Gajdó Ágnes: Ex libris. És, 2011. május 27. 19.
- 557. Balázs Béla levelei Juhász Gyulához. In: 566: 23–37.
- 558. A Könnyes könyv előfizetői. Egy Móra kötet kiadástörténetéhez. In: 566: 158–169.
- 559. „Voltam Szegeden is újságíró” Thury Zoltán és Szeged. Történeti Tanulmányok 13. Szerk. Zombori István. Szeged, 2010. 73–112.

### 2011
- 560. A „kifordult tény”: egy modernitás alakzat geneziséhez. Kosztolányi, Cholnoky Viktor és A Hét. Forrás, 2011. 1. sz. 40–60.

## Róla

### Vallomások, önmagáról
- 561. [Önéletrajz:] In: Hét ablak világít… Húszéves a barátságátömlesztő népfőiskola Zsombón. Szerk.: Horváth Dezső, Tóth Károly, Tari Gellért. Zsombó, 2002. 59–60.
- 562. Az „élhető” város. Szeged, 1999. dec. 147–148. [Vallomás Szegedről, az itt élésről.]
- 561/a. „játszani is engedd, szép, komoly fiadat”. Szeged, 2001. jan. 14–15. [Válasz a lap körkérdésére.]
- 562. Töredékes jegyzetlapok. Szeged, 2002. jan. 28–29.
- 563. Egy aktuális regény. Lengyel András irodalomtörté-nész Vas István Mért vijjog a saskeselyű? című regényéről beszél. DM, 2005. jún. 6.

### Cikkek, portrék, interjúk
- 564. József Attilára emlékezünk. Műfordítói […] Szegeden, ünnepi emlékülés Makón. Dm, 1980. márc. 23. 3. [előzetes LA előadásáról is]
- 565. Zelei Miklós: Újabb kötetek lehetősége. Bálint Sándor hagyatékában. MH, 1982. nov. 9. 6. (int.)
- 566. (belányi) [Belányi György]: Szegedi irodalmi gyűjtemény készül. SzEgy, 1983. febr. 8. 3. (int.)
- 567. (belányi) [Belányi György]: Folyóiratszemle. SzEgy, 1983. ápr. 23. [ism. L. A. cikkéről]
- 568. Az Erdei Ferenc-pályázat díjkiosztója. MN, 1986. dec. 16. [hír L. A. díjazásáról]
- 569. Eredményhirdetés Kecskeméten. Erdei Ferenc-pályázat. Dm, 1986. dec. 16. [hír L. A. díjazásá-ról]
- 570. Papp Zoltán: A valós hagyománytól a teremtett ha-gyományig. Beszélgetés Lengyel András irodalomtörténésszel. CsMH, 1987. nov. 14.
- 571. S. B. [Solymosi Bálint]: tiszatájkép. SzEgy, 1989. febr. 8. [int., többekkel]
- 572. Gőz Gabriella: Szeged kétlelkűsége. A zsidóság asszimilációja városunkban. SzEgy, 1989. nov. 20. [int.]
- 573. Darvasi László: Könyvek, szerzők, hiányok. Piacra vetett kultúra. Dm, 1989. dec. 9. 7. [int. L. A.-sal és Ilia Mihállyal, fotóval]
- 574. Ilia Mihály: Egy gondolkodó – Szöged városából. = [Előszó] In: L. A.: Törésvonalak. Tanulmányok az 1919 utáni negyedszázad mű-velődéstörténetéhez. Bp., 1990. 7–8.
- 575. Újszászi Ilona: Volt-e, van-e népi-urbánus ellentét? Az ellentét eredetéről. Beszélgetés Lengyel And-rással, a Móra Ferenc Múzeum munkatársával. SzEgy, 1990. jan. 29. 3.
- 576. Némedi László: Előadás a Hazafias Népfront székházában. A levélíró Móra Ferenc. Félegyházi Hírek, 1990. márc. 6. 4. [fényképes beszámoló L. A. félegyházi előadásáról]
- 577. Újszászi Ilona: A jó hatalom: humanizálódik és ellenőrizhető. Dm, 1990. ápr. 14. 3. (int.)
- 578. Liberális szabadegyetem Szegeden. Dm, 1991. febr. 2. 1. [L. A. és Konrád György beszélgetéséről]
- 579. Keczer Gabriella: Kiállítás és vitafórum liberális szellemben. SzEgy, 1991. febr. 25. 6. [L. A. beszélgetése Konrád Györggyel, fotóval]
- 580. (mono): Visszatekintés. Liberális Szeged, [1991. okt.] I. évf. III. sz. [L. A. beszélgetéseiről, Konráddal, Mustó Istvánnal és Ágh Attilával]
- 581. Zelei Miklós: Még nem vagyunk megcsontosodottak. Dm, 1991. ápr. 27. 6. [Füzi László L. A.-ról is]
- 582. Az ünnep képes krónikája. Dm, 1991. máj. 22. [L. A. ünnepi beszédéről is]
- 583. Darvasi László: „Reménynek kevés, ellenségnek gyönge.” Lengyel András a sajtóról. Szeged, 1992. jún. 5.
- 584. Bod Tamás: A pamflet művelői egykor és ma. Beszélgetés Lengyel Andrással. SzEgy, 1992. okt. 9. 6.
- 585. Panek Sándor: Hannibál tanár úr – beszélgetés Lengyel András irodalomtörténésszel. Hatvan éve halt meg Móra Ferenc. Dm, 1994. febr. 8. 8. [int.]
- 586. Sulyok Erzsébet: A sajtó olyan, mint a társadalom. Lengyel András a közvélemény hiányairól, a torzult nyilvánosságról. Dm, 1994. márc. 14. 5. [int.]
- 587. Sulyok Erzsébet: „Nincs közvélemény, csak egymást kioltó érzékek” Lengyel András a torzult nyilvánosságról, a személyes felelősségről, a valóságról és képeiről [?]. Marczius tizenötödike ’94. különszám, 1994. márc. 15. 5. [int.]
- 588. Szendrődi Orsolya: „Az élő irodalom”. Beszélgetés Lengyel Andrással. SzEgy, 1996. márc. 12. 13.
- 589. Panek József: A város történelmi áldozatot hozott. Dm, 1996. okt. 12. 9. [int.]
- 590. Kikli Tivadar: Lengyel András. In: Uő.: Szegedi portrék az ezredvégről. Szeged, 1997. Szerző. I. 88–89.
- 591. Olajos Csongor: A demokrácia eleven lelkiismerete. Beszélgetés Bibó Istvánról. Tiszatáj, 1997. ápr. 74–82.
- 592. G.Á. [Gajdó Ágnes]: Mikszáthtól Darvasig. Lengyel András a szegedi irodalmi életről. SzEgy, 1997. nov. 4. 12. [A Juhász Gyula Művelődési Központ és a Zöldfás Katolikus Ifjúsági Központ által szervezett irodalmi teaház keretében tartott előadásról, s arról, hogy „Mit jelent szegedinek, szegedi írónak lenni? Miben áll a „szegediség”?]
- 593. Hollósi Zsolt: „Közkatonái a tollnak…” Lengyel András Szeged sajtótörténetéről. Dm, 1999. okt. 28. 4. [int.]
- 594. Lengyel András. In: Ki kicsoda 2000. Bp., 1999. 993.
- 595. Sajtótörténeti konferencia. Dm, 2000. márc. 21. [L. A. is előadott a Ruszoly József tiszteletére rendezett konferencián, Bencsik Béla szegedi habilitációja címmel]
- 596. Szuromi Pál: Lengyel András ötödik iksze. Dm, 2000. ápr. 10.
- 597. Tandi Lajos: A lokális kutatás egyetemessége. Beszélgetés az ötvenéves Lengyel Andrással. Szeged, 2000. ápr. 28–31.
- 598. Nyilas Péter: István példája. Szoboravatás, kitün-tetések Ópusztaszeren. Dm, 2000. aug. 21. [L. A. Csongrád megye közgyűlése alkotói díját kapta, cikk fotóval]
- 599. Pályi András: Bibó és Cserépfalvi. És, 2000. szept. 8. [A Takáts Józseffel folytatott rádióbeszélgetésről]
- 600. Ortutay Gergely: Ismeretlen József Attila-vers. Népszab, 2004. jún. 18.
- 601. Tanács István: Móra Ferenc és az átalakult értékrend. Dm, 2004. júl. 19.
- 602. Sarnyai Tibor: „Filológiai alapokat kell teremteni az értelmező munkához”. Lengyel András Lukács-képe. In: S. T.: Valódi műhely. A Szegedi Lukács Kör története (1979–2004). Bp., 2005. 165–171. [Int.]
- 603. Tarnai László: „…gondja kél a gondolatban”. A Szabadság, 2005. febr. 11. 8. (int)
- 604. Pölös Zsófia: A szelíd destruktív. Beszélgetés Len-gyel Andrással A másik Móra című könyve bemutatója alkalmából. Szegedi Egyetem, 2005. márc. 21. 11.
- 605. Lengyel András. In: MTI Ki kicsoda 2006. Bp. 2005. 1046.
- 606. A Fekete-ház fantomja. Lengyel András ötvenöt éves. [Privátdruck, készült egy nyomtatott példányban, Szegeden. 2005. április 2-ra.] [A bibliográfiai tétel leírásának forrása: Bíró-Balogh Tamás: Ilia Mihály szakirodalmi munkásságához. Forrás, 2009/9. 70.]

Tartalma:

1. Ilia Mihály: A Fekete-ház lakója

2. Füzi László: Lengyel Andrásnak – ötvenötödik születésnapjára

3. [Bíró-] Balogh Tamás: Trécselni mindenféle irodalmi ügyről
- 607. (tolnafy) [Polner Zoltán]: Lengyel András a csúcson! Szegedi Szépírás, 2005. júl. 1. 16.
- 608. Hollósi Zsolt: „Az emberi teljesítmény minősége a döntő”. Beszélgetés Lengyel András gondolkodás-történésszel. Tiszatáj, 2005. aug. 101–116. = Uő.: A Tisza-parton mit keresek? 3. Újabb tizenöt szegedi beszélgetés. Szeged, 2008. 241–268.
- 609. Fekete Klára: Az irodalom kultikus tárgyaiból nincs sok Szegeden. Juhász Gyula párnája és kanapéja. Dm, 2006. május 12. (L. A. beszél az Irodalomtörténeti Gyűjtemény darabjairól; két fényképpel)
- 610. Dombai Tünde: Értékes a megszólítás is. Ismeretlen Móra-levél a szegedi múzeumban. Dm, 2006. nov. 9. (LA is nyilatkozik róla)
- 611. Lengyel András. Születésnapi Lap, 2010. ápr. 2.

Tartalma:

1. Varga László: Katalógus, 1–2.

2. Nagy Ádám: L. B., 3.

3. Ilia Mihály: Egy gondolkodó fő a Fekete házban, 4.

4. Agárdi Péter: A céhen kívüliség éthosza és rangja, 5.

5. Sipos József: Barátságunk mélyszerkezete, 6–8.

6. Marjanucz László: „Bandi bátyám”, 9–10.

7. Labádi Lajos: A professzoros külső valódi tudóst takar, 10.

8. Tóth István: Három évtized egy fedél alatt, 11.

9. Bodrits István: Lengyel András biobibliográfiája, 12.

10. Bíró-Balogh Tamás: A katedra nélküli tanár, 13.

11. Tóth Béla: Időzés L. A.-nál

12. Lengyel András: A perifériák lázadásának előszele, 14.
- 612. Marjanucz László: Lengyel András hatvanéves. Dm, 2010. ápr. 2. 13.
- 613. Takáts József: Az elsüllyedt almező. A hatvanéves Lengyel Andrásnak, tisztelettel. Forrás, 2010. 4. sz. 42–50.
- 614. Lengyel András. In: Magyar történész-muzeológus ki kicsoda 2010. Szerk. Bodrits István és Zombori István. Bp.–Szeged. 2010. 73–75.
- 615. (polner) [Polner Zoltán]: Múzeum a Tisza-partján. Szegedi Szépírás, 2011. febr. 1. 5.